# Historia de Andalucía

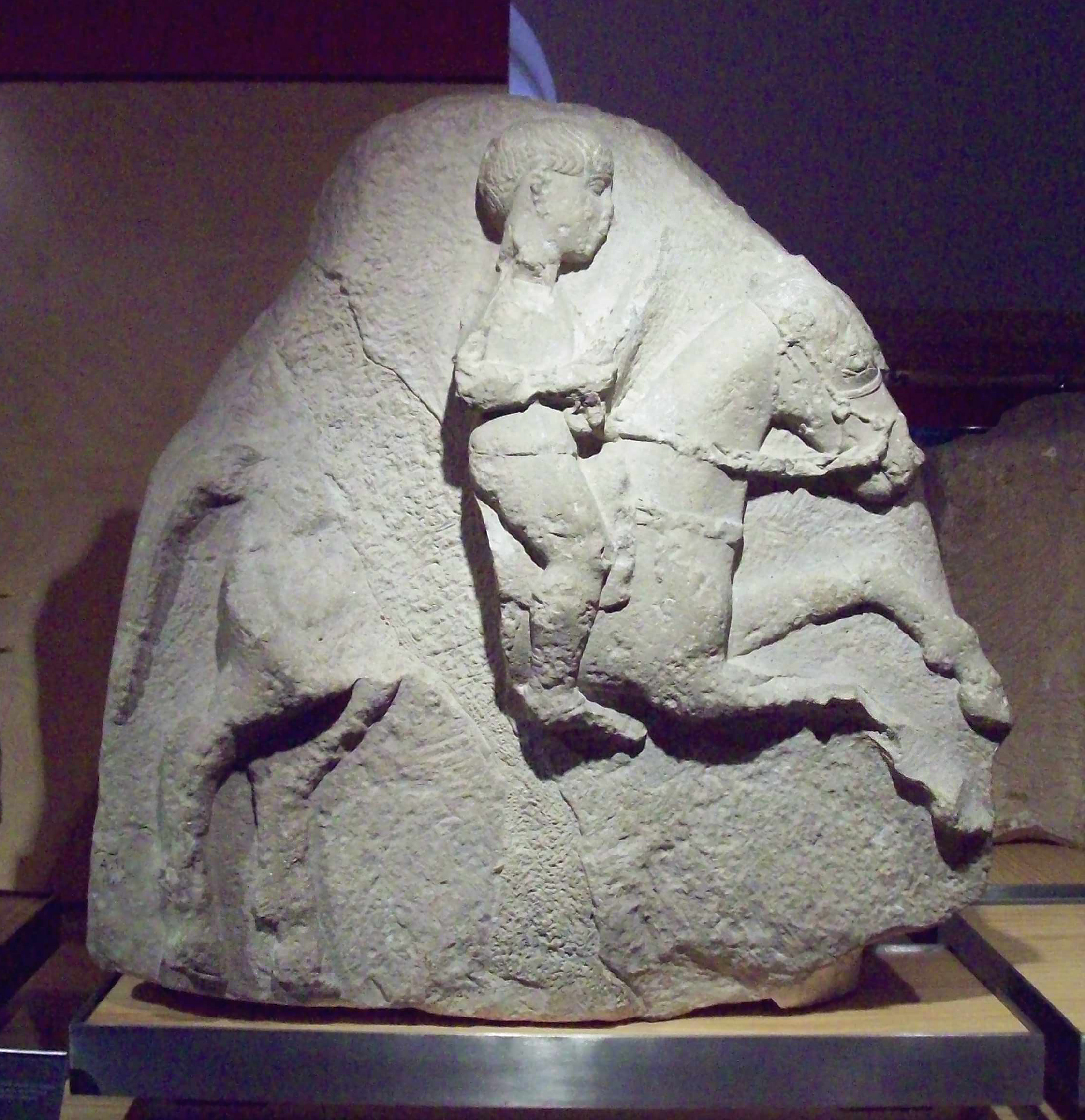
Jinete, relieves íberos de Osuna, en el Museo Arqueológico Nacional de España.

La historia de Andalucía, como territorio primero castellano y luego español, comenzó en el siglo XIII, con la conquista de los reinos de Córdoba, Sevilla y Jaén, para continuar con la división territorial de España de 1833 y culminar con la constitución de Andalucía como comunidad autónoma de España, tras el referéndum sobre la iniciativa del proceso autonómico de Andalucía de 1980. No obstante es relevante exponer la historia anterior del territorio actualmente integrado en dicha región.
La posición geoestratégica de Andalucía en el extremo sur de Europa, entre esta y África, entre el océano Atlántico y el mar Mediterráneo, así como sus riquezas minerales y agrícolas y su gran extensión superficial de 87 268 km² (mayor que muchos de los países europeos), forman una conjunción de factores que hicieron de Andalucía un foco de atracción de otras civilizaciones ya desde el inicio de la Edad de los Metales.
De hecho, su situación geográfica como nexo entre África y Europa hace que algunas teorías apunten que los primeros homínidos europeos, previo paso del estrecho de Gibraltar, se ubicaron en el territorio andaluz. Las primeras culturas desarrolladas en Andalucía (Los Millares, El Argar y Tartessos), tuvieron un claro matiz orientalizante, debido a que pueblos del Mediterráneo oriental se asentaron en las costas andaluzas en busca de minerales y dejaron su influjo civilizador. El proceso de paso de la prehistoria a la historia, conocido como protohistoria, estuvo ligado a la influencia de estos pueblos, principalmente fenicios y griegos.
Andalucía quedó incorporada plenamente a la civilización occidental con la conquista y romanización de la provincia Bética. Esta tuvo gran importancia económica y política en el Imperio, al que aportó numerosos magistrados y senadores, además de las figuras sobresalientes de los emperadores Trajano y Adriano.
Las invasiones germánicas de vándalos y posteriormente de visigodos no hicieron desaparecer el papel cultural y político de la Bética y durante los siglos V y VI los terratenientes beticorromanos mantuvieron una relativa independencia con respecto a Toledo. En este período destacaron figuras como san Isidoro de Sevilla o san Hermenegildo.

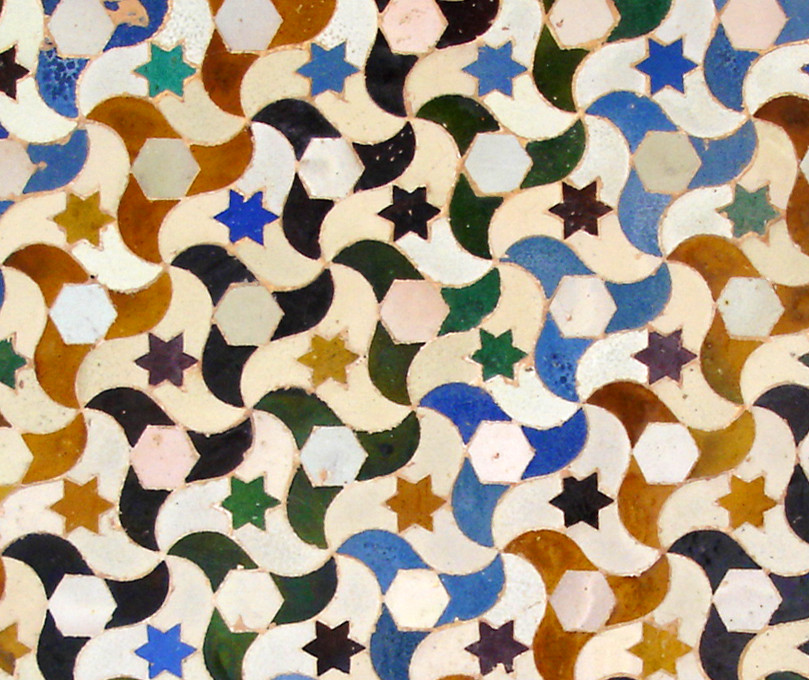
Alicatado de la Alhambra

En el 711 se produjo una importante ruptura cultural con la invasión musulmana de la península ibérica. El territorio andaluz fue el principal centro político de los distintos estados musulmanes de al-Ándalus, con Córdoba como capital y uno de los principales centros culturales y económicos del mundo por aquel entonces. Este período de florecimiento culminó con el Califato Omeya de Córdoba, donde destacaron figuras como Abderramán III o Alhakén II. Ya en el siglo XI se produjo un período de grave crisis que fue aprovechado por los reinos cristianos del norte peninsular para avanzar en sus conquistas y por los distintos imperios norteafricanos que se fueron sucediendo —Almorávides y Almohades— y ejercieron su influencia en al-Ándalus, al establecer sus centros de poder en la península en Granada y Sevilla, respectivamente. Entre estos periodos de centralización de poder, se produjo la fragmentación política del territorio peninsular, que quedó dividido en primeros, segundos y terceros reinos de taifas. Entre estos últimos, el Reino nazarí de Granada tuvo un papel histórico y emblemático fundamental.
La Corona de Castilla fue conquistando paulatinamente los territorios del sur peninsular. Fernando III dirigió personalmente la conquista de todo el valle del Guadalquivir en el siglo XIII. El territorio andaluz quedó dividido en una parte cristiana y otra musulmana hasta que en 1492 la conquista de la Península finalizó con la toma de Granada y la desaparición del reino homónimo.
En el siglo XVI, es cuando Andalucía explotó más su posición geográfica, ya que centralizó el comercio con el Nuevo Mundo, en cuyos descubrimiento y colonización tuvo un papel fundamental. Sin embargo no existió un verdadero desarrollo económico de Andalucía debido a las numerosas empresas de la Corona en Europa. El desgaste social y económico se generalizó en el siglo XVII y culminó con la conjuración de la nobleza andaluza contra el gobierno del conde-duque de Olivares en 1641.

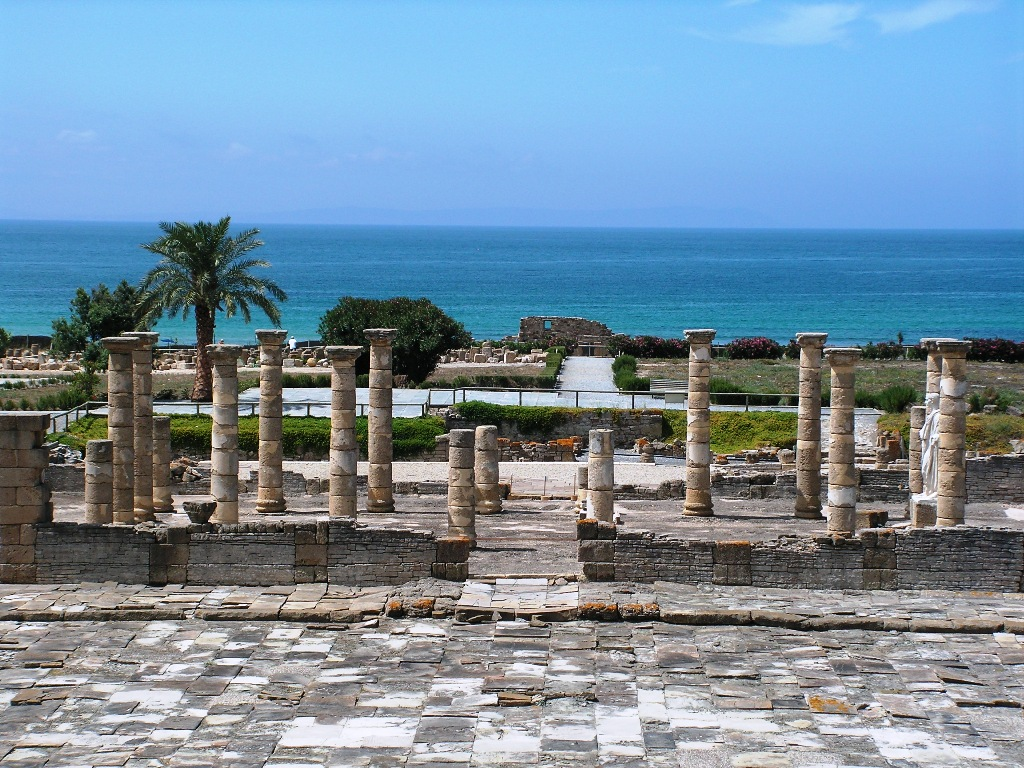
Vista parcial del foro de las ruinas de Baelo Claudia

Las reformas borbónicas del siglo XVIII no remediaron que España en general y Andalucía en particular fueran perdiendo peso político y económico en el contexto europeo y mundial. Asimismo la pérdida de las colonias españolas de Ultramar irá sacando a Andalucía de los circuitos económicos mercantilistas. Esta situación se agravó durante los siglos siguientes y Andalucía pasará de ser una de las regiones más ricas de España a una de las más pobres a finales del fallido proceso de industrialización en el siglo XIX.
Ya en el siglo XX, Andalucía va a dar un paso fundamental para la comprensión de la historia actual de la región, que es su configuración como comunidad autónoma dentro de España. Andalucía afronta su futuro con el objetivo de salir de la situación de subdesarrollo comparativo con las regiones más ricas de la Unión Europea.

## Prehistoria

### Paleolítico

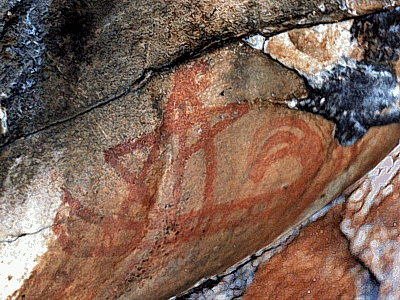
Cueva de la Laja Alta, en Jimena de la Frontera

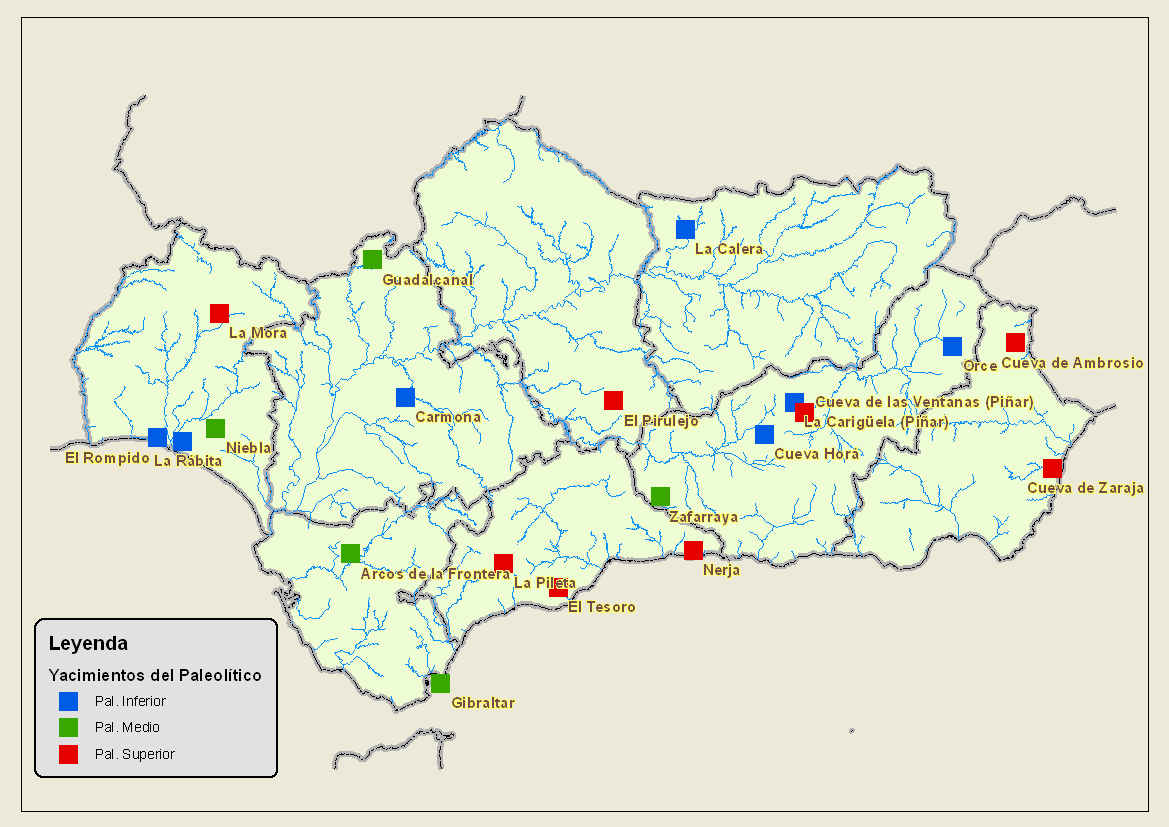
Yacimientos en Andalucía en el Paleolítico

La presencia de homínidos en Andalucía se remonta al Paleolítico Inferior, con restos arqueológicos de la cultura achelense de entre 700 000 y 400 000 años de antigüedad, sin embargo el controvertido hallazgo del llamado Hombre de Orce parece apuntar una mayor antigüedad. Las principales zonas de asentamiento fueron la zona del Alto Guadalquivir y la zona sur de Sierra Morena, en las terrazas de los grandes ríos, que eran utilizados como ejes de circulación y zonas de aprovisionamiento de alimentos (caza y recolección). Durante el Paleolítico Medio, caracterizado por el Homo neanderthalensis y la cultura musteriense, se produjo un recrudecimiento climático que llevó al uso de las cuevas como refugio. Testimonio de ello son la cueva de la Carihuela, en Píñar, la cueva de Zájara, en cuevas del Almanzora y las cuevas gibraltareñas. El Paleolítico Superior vino marcado por el retroceso de la glaciación y la aparición de Homo sapiens cuyo hábitat se generalizó por toda Andalucía. La cultura material se caracterizó por los avances en la industria lítica y la aparición de las primeras manifestaciones de arte rupestre. Ejemplo de ello son las pinturas de las cueva de la Pileta, de la cueva Ambrosio, en Almería, de la cueva de las Motillas, de la cueva de Malalmuerzo, en Granada y de la cueva del Morrón, en Jaén, todas ellas caracterizadas por su esquematismo. Especialmente destacable es el llamado Arte rupestre del extremo sur de la península ibérica, llamado en el contexto andaluz "Arte sureño". En la cueva de Nerja situada en la localidad de Maro, municipio de Nerja (Málaga), han sido datadas unas pinturas de focas que podrían ser la primera obra de arte conocida de la historia de la humanidad, con 42 000 años de antigüedad.

### Neolítico

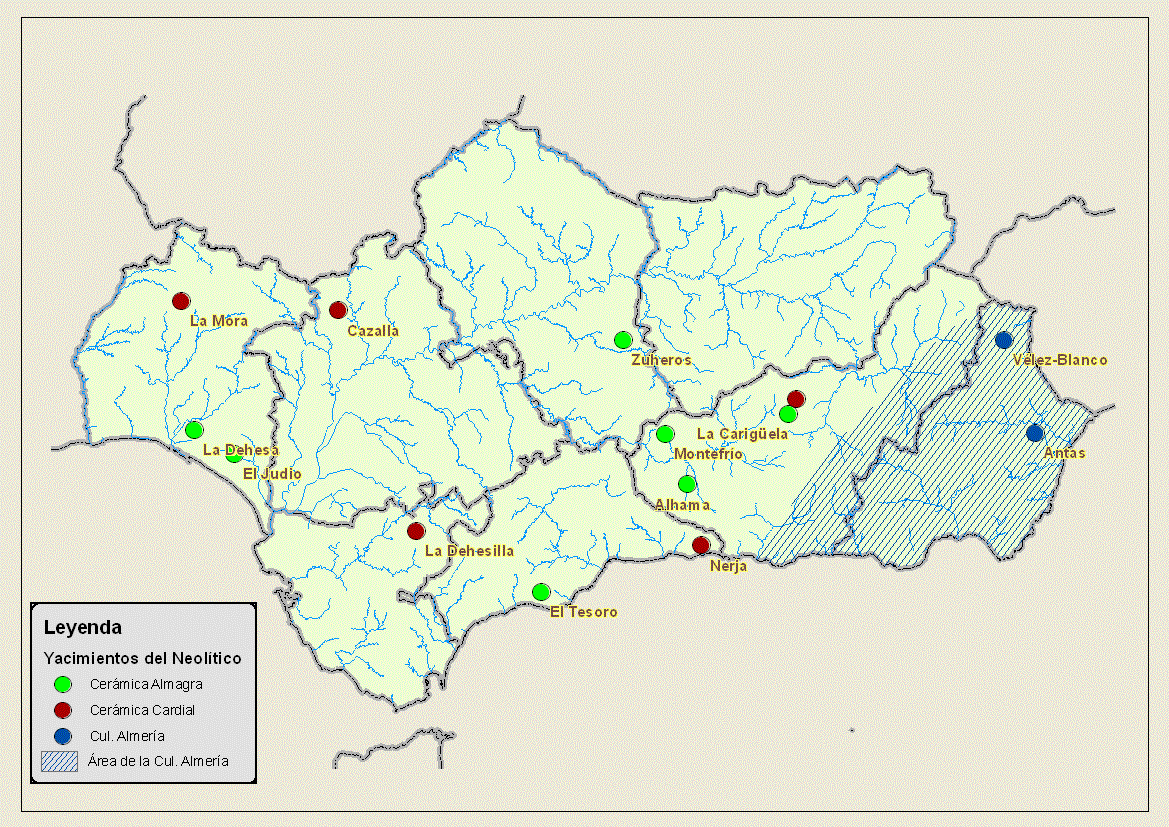
Yacimientos en Andalucía en el Neolítico

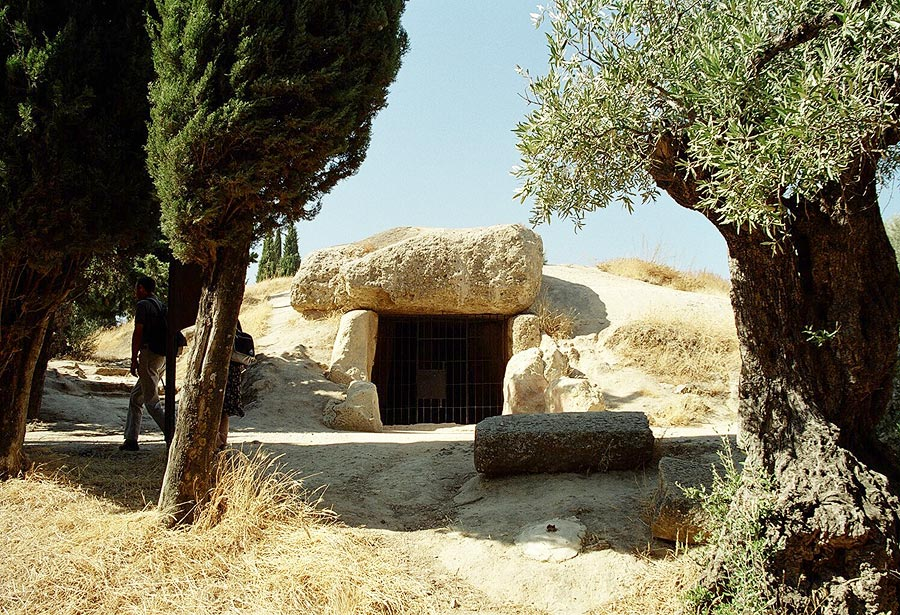
Construcción megalítica del Dolmen de Menga

El Neolítico, caracterizado por una economía productiva basada en la agricultura y la ganadería y con nuevas muestras de cultura material como la piedra pulimentada y la cerámica, llegó a Andalucía alrededor del V milenio a. C. Al ser introducido por difusión desde el Mediterráneo Oriental, las primeras muestras neolíticas se sitúan en el Levante Almeriense.
Este período se caracteriza por la existencia de dos tipos de hábitat o asentamientos humanos: Los poblados y las cuevas. Los poblados eran simples agrupaciones de cabañas de base circular y con muros de adobe o madera, situados en valles fluviales o en zonas más áridas y cuya actividad era predominantemente agrícola y ganadera. Las cuevas, más frecuentes, se usaban tanto como vivienda como para enterramiento. En cuanto a la cerámica, es característica la cerámica cardial y la cerámica almagra. Algunas de las cuevas neolíticas existentes en Andalucía son la cueva de los Murciélagos, la cueva de la Mujer, la cueva de la Carigüela, la cueva del Tesoro y la cueva de Nerja.

### Edad de los Metales

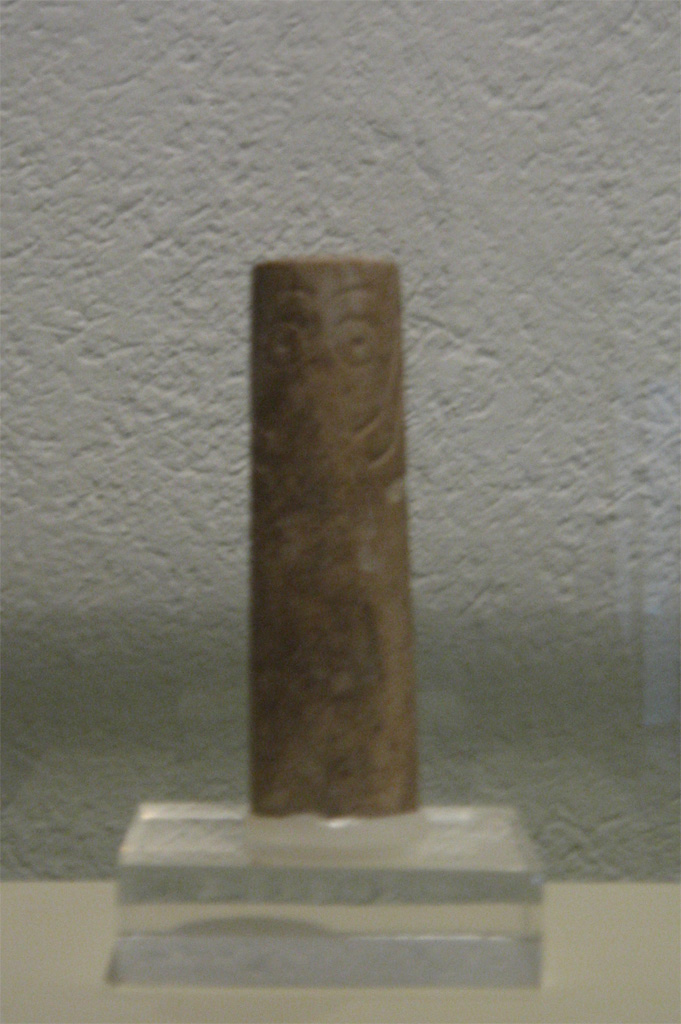
Ídolo cilíndrico del camino del Cortijo de la Fuente, en Sanlúcar de Barrameda, Museo de Cádiz. Edad del Cobre, hacia 2500 a. C.

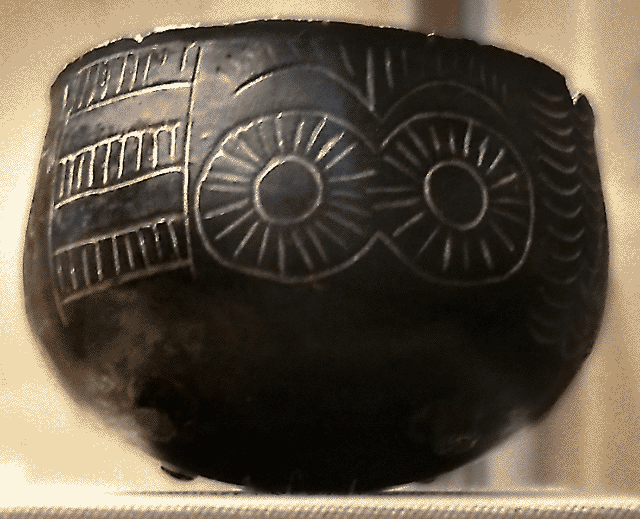
Cuenco oculado de Los Millares

Durante la Edad de los Metales se caracteriza por el invento de la fundición de los metales, que fue introducido en Andalucía por pueblos del Mediterráneo oriental. La introducción de los metales en la tecnología supuso un importante avance en la fabricación de herramientas para la labranza, caza y pesca, así como para la guerra. La especialización en las herramientas fue tal que se llegó a la división en el trabajo, favorecida por el excedente de producción en la agricultura y que provocaría la primera estratificación social en distintos grupos. Otro de los cambios importantes producidos en este período fue el desarrollo del transporte y el comercio, debido a la localización de los yacimientos metálicos y a su transporte hacia las zonas del arco levantino mediterráneo. El Mediterráneo se convirtió en el eje principal de comercio lo que provocó una intensificación de todo tipo de relaciones y una irradiación más rápida de los avances técnicos y los intercambios culturales que precipitará la entrada de Andalucía en la fase protohistórica.
La Edad de los Metales suele dividirse en tres etapas, utilizando como nomenclatura el nombre del metal utilizado en cada una de esas fases: La Edad de Cobre, la Edad de Bronce y la Edad del Hierro. En Andalucía durante la Edad de Cobre se desarrollaron una serie de importantes culturas como son la Cultura megalítica, la de Los Millares, la del Vaso Campaniforme, la de El Argar. En el Hierro, con la llegada de los pueblos colonizadores, se desarrolló la importante civilización de Tartessos, con la que Andalucía entró en la Protohistoria.

## Edad Antigua

### Las colonizaciones orientales, Tartessos y Turdetania

Área aproximada de extensión e influencia de la civilización de Tartessos

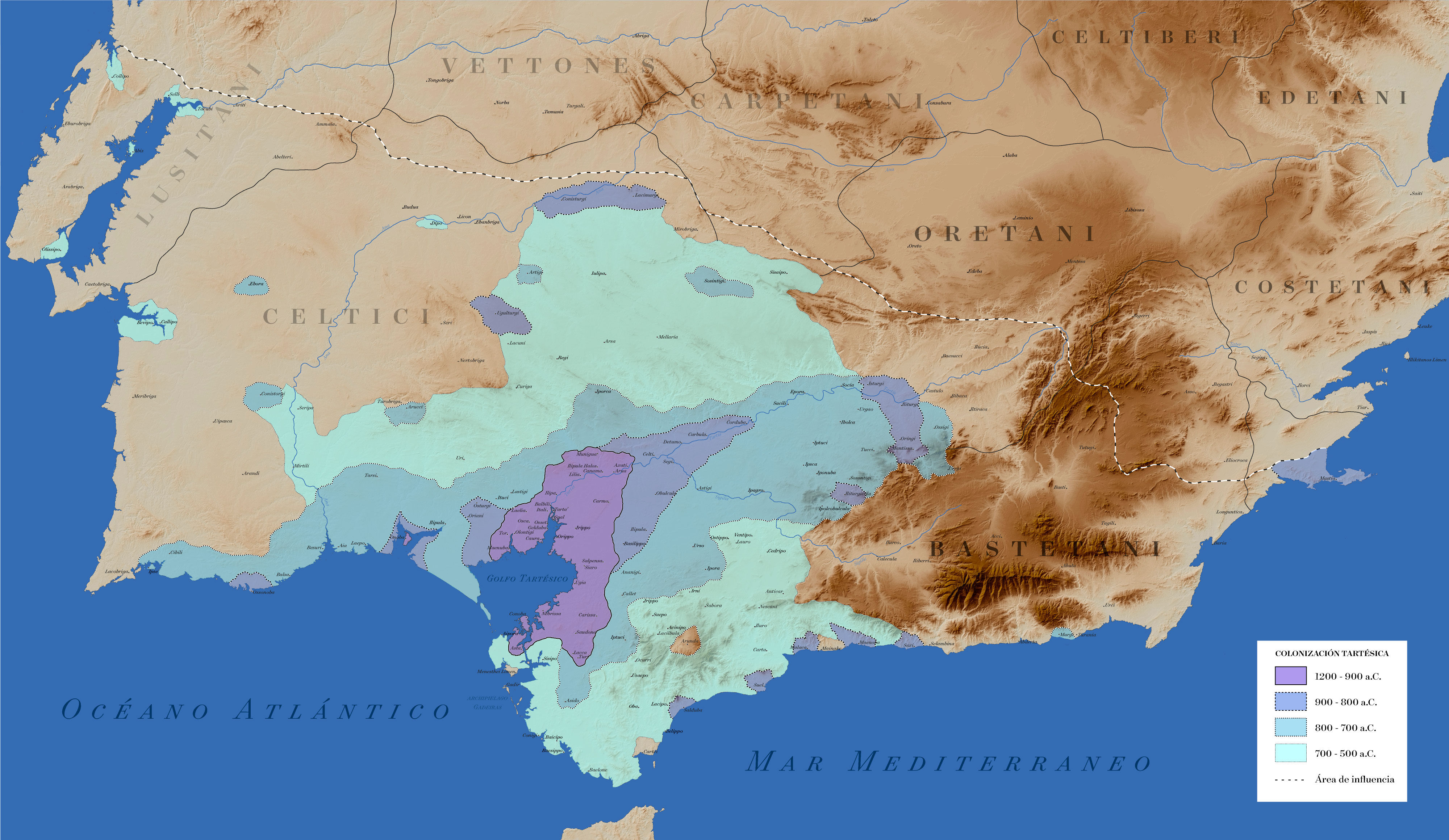
Colonización y toponimia tartésica.

Pueblos indígenas surgidos tras la desaparición de Tartessos.

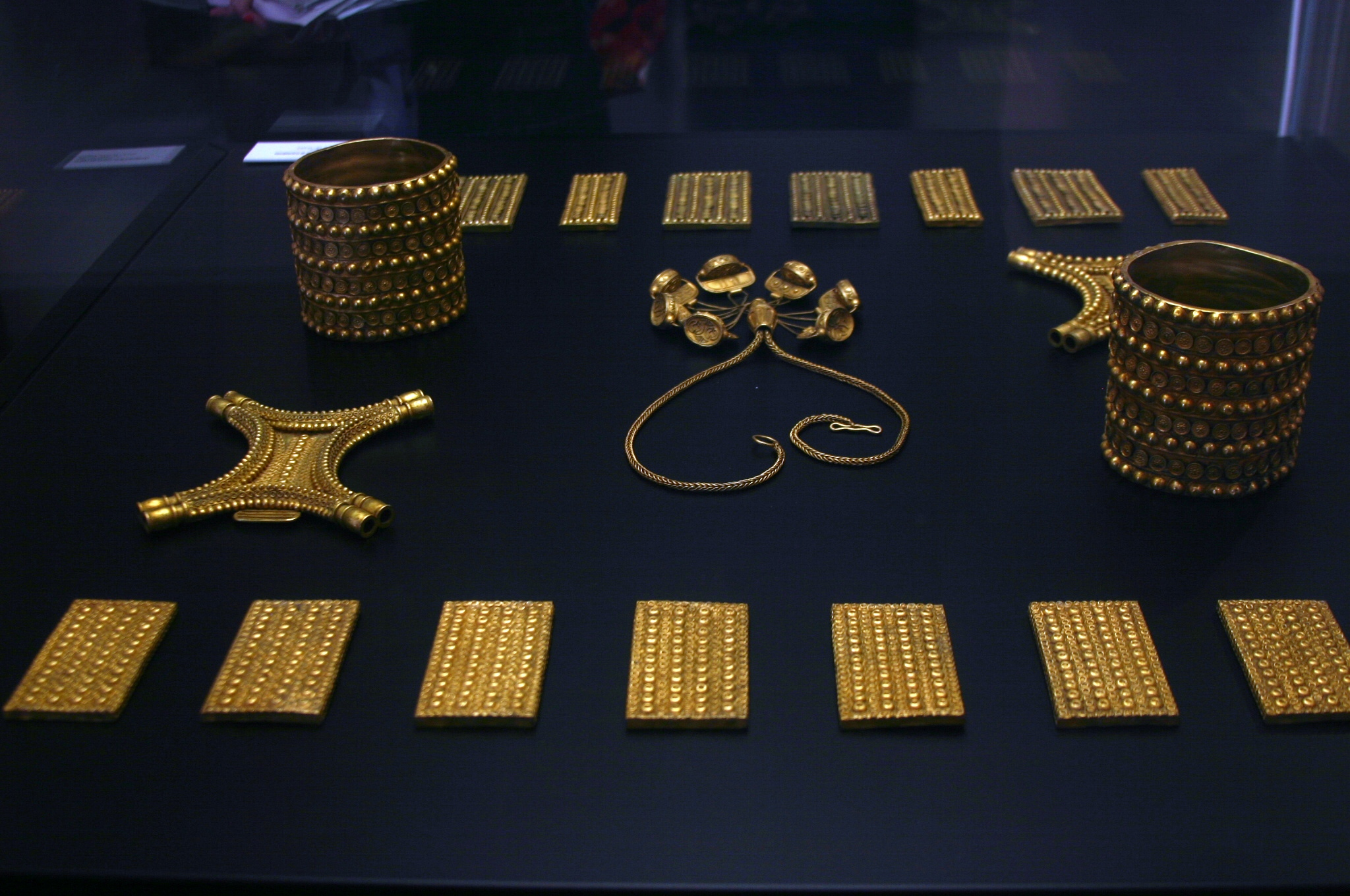
Tesoro de El Carambolo

A partir del siglo X a. C. los fenicios de Tiro ejercieron la hegemonía sobre el resto de las ciudades fenicias. En torno al siglo IX a. C., se produjo un proceso colonizador con la creación de varias colonias y factorías en territorio peninsular, entre ellas  Malaka y Cerro del Villar (Málaga), Gadir (Cádiz), Doña Blanca (El Puerto de Santa María), Abdera (Adra), Sexi (Almuñécar), Cerro de la Mora (Moraleda de Zafayona), entre otras. Estos colonizadores usaron el territorio andaluz para la obtención de diversos recursos y por su importancia estratégica como punto de paso obligado en la vía comercial entre el Mediterráneo y el Atlántico. La hegemonía comercial de Tiro duró hasta el 573 a. C. cuando, después de un cerco de trece años, cayó en manos de Nabucodonosor, rey de Babilonia. Con la caída de Tiro el comercio entre Tartessos y Fenicia quedó bloqueado.
Al parecer, Tartessos también mantenía intercambios comerciales con los griegos focenses que según Heródoto eran sus aliados. Sin embargo, tras la batalla de Alalia, hacia el 537 a. C., el comercio focense también quedó bloqueado por los cartagineses o púnicos, quien hacia el año 500 a. C. relevaron definitivamente a los fenicios en el comercio mediterráneo, controlando militarmente el estrecho de Gibraltar y haciendo inaccesible la penetración de los demás pueblos mediterráneos hacia el Atlántico. Asimismo la influencia de los etruscos, otro pueblo presente comercialmente en Tartessos, terminó cayendo tras el ascenso de Roma. Todo ello provocó una crisis comercial irreversible en Tartessos.
Por todo lo anterior, puede decirse que la civilización de Tartessos se desarrolló desde el Bronce Antiguo y Medio, simultáneamente a las culturas de El Argar y de Los Millares hasta el siglo VI a. C. en que se produjo su colapso. Tartessos se extendió por la mayor parte del territorio andaluz, el Algarve y parte de la Región de Murcia, aunque su eje principal se situó en el triángulo formado por las ciudades de Huelva, Sevilla y Cádiz. Su actividad más significativa fue la minera y metalúrgica (oro, plata, hierro y cobre), aunque también se practicó la agricultura, la ganadería, la pesca y el comercio marítimo, donde era un punto estratégico entre las rutas del Mediterráneo y el Atlántico, clave para el comercio fenicio con el estaño de las islas británicas. 
Según la cronología de las colonizaciones y los restos arqueológicos, Tartessos surgió fundamentalmente de la aculturación de la población indígena por la influencia de los colonizadores fenicios, cuyo alfabeto fonético, según algunos es la base de la escritura del idioma tartésico. La cerámica de retícula bruñida, de barniz rojo y el culto a deidades orientales como Astarté, Baal o Melkart así parecen indicarlo, como dan muestra el Tesoro de El Carambolo y el Templo de Melkart en Cádiz, entre otros. El contacto con los griegos y los etruscos produjo asimismo una importante aculturación que introdujo a Tartessos en el ámbito de las civilizaciones más importantes del Mediterráneo, convirtiéndose en la primera gran civilización existente en la península ibérica. 
Casi todas las noticias documentales que se tienen de Tartessos se deben a antiguos autores griegos. En ellas se confunden con frecuencia lo histórico con lo mítico o semimítico, con reyes como Gerión, Habis, Nórax y Argantonio. Asimismo ha sido frecuente la identificación de la Atlántida descrita por Platón en sus diálogos Timeo y Critias con la capital o ciudad de Tartessos. 
Tras la caída de Tartessos, el territorio de la actual Andalucía quedó bajo el control cartaginés. Sin embargo, como heredera de su cultura surgió la Turdetania, una región poblada por los turdetanos, un pueblo íbero que, según Estrabón: 

...son considerados los más cultos de los iberos, ya que conocen la escritura y, según sus tradiciones ancestrales, incluso tienen crónicas históricas, poemas y leyes en verso que ellos dicen de seis mil años de antigüedad.
Estrabón, III 1,6.

Paralelamente a los turdetanos, en el territorio de Tartessos habitaron otros pueblos indígenas: los túrdulos, bastetanos, oretanos y conios. El creciente ascenso de Roma hizo que tras un largo periodo de guerras púnicas, los cartagineses fueran finalmente expulsados por los romanos de la península ibérica.

### La Bética romana

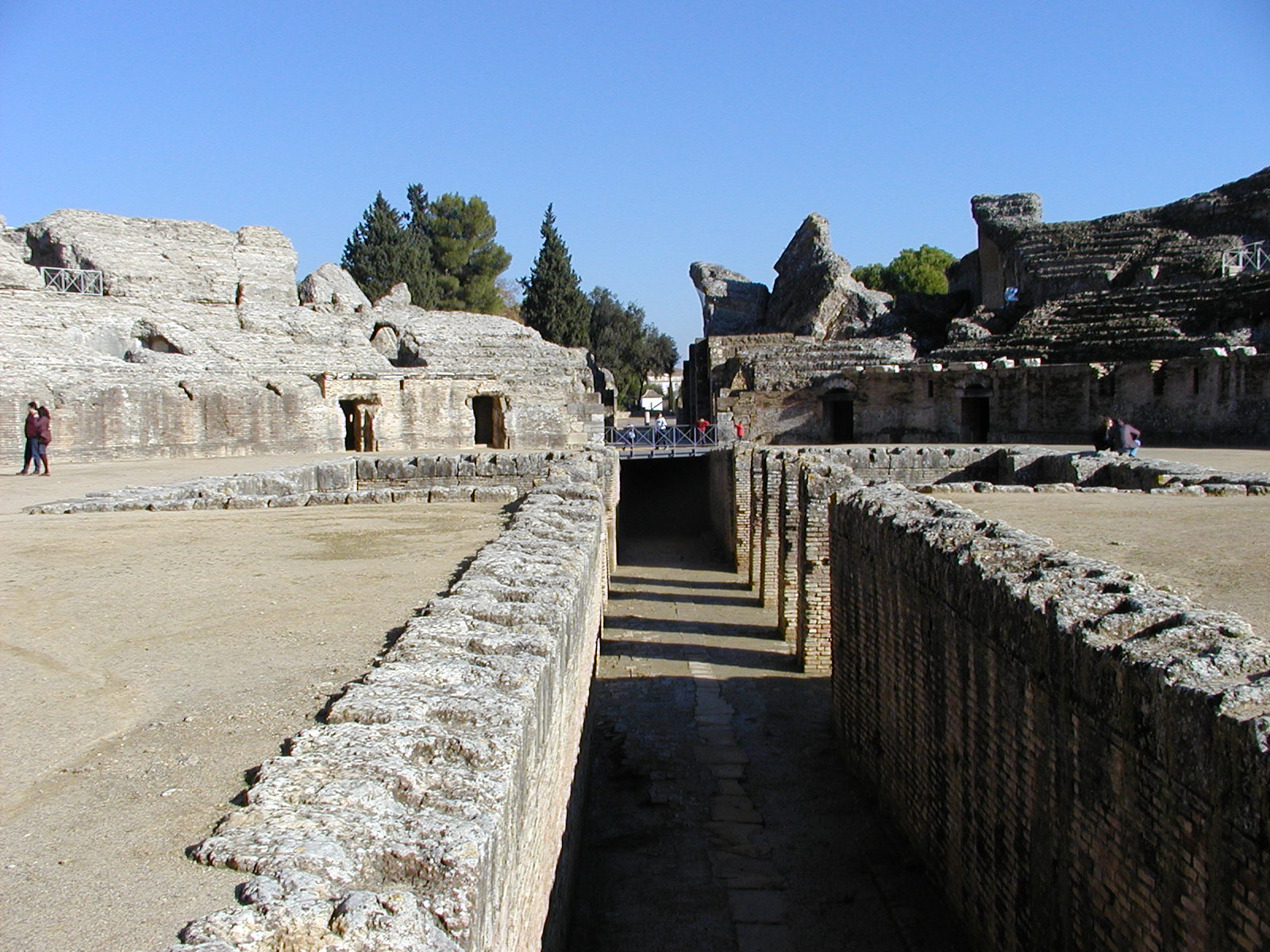
Anfiteatro de Itálica, uno de los mayores del Imperio

Primera división romana de Hispania, donde puede verse la Hispania Ulterior

Hispania según la división provincial romana del 27 a. C., donde pueden apreciarse los límites de la Bética.

Hispania en época de Diocleciano

En el año 218 a. C., el general romano Publio Cornelio Escipión desembarcó en Ampurias para cortar los abastecimientos a los cartagineses. Tras derrotarlos en algunas batallas, en 210 a. C. es nombrado cónsul, momento en el que empezó la segunda guerra púnica y la conquista de la península ibérica por parte de los romanos. Tras la guerra los cartagineses abandonan Andalucía y su presencia fue sustituida por la de los romanos, que tuvieron que hacer frente a algunos focos de resistencia. 
Como consecuencia de la victoria romana se creó la provincia de Hispania Ulterior, que abarcaba casi todo el territorio andaluz, salvo la parte norte de las provincias de Jaén y Granada y la parte de la provincia de Almería al este del río Almanzora, que quedaron bajo la administración de la provincia Tarraconense y posteriormente de la Cartaginense. Posteriormente, en época de Augusto se creó una nueva división administrativa, la provincia Bética con capital en Corduba. 
El territorio se articulaba a través de una red de calzadas dispuestas sobre la base de tres grandes ejes de paso naturales: La depresión Bética, el surco Intrabético y la costa. En torno a estos ejes se disponían importantes núcleos de población, como Corduba (la capital), Gades, Malaca, Itálica, Iliberris, Hispalis, Ostippo, Obulco, etcétera, que monopolizaban la recaudación de impuestos, el comercio y la explotación del ager, además de ser grandes focos de penetración de la cultura romana y de su distribución por sus áreas de influencia rural. El carácter divisorio de grandes ríos como el Guadiana y el Guadalquivir, la importancia de los grandes distritos mineros como Almadén, la frontera natural que supone Sierra Morena, la importancia de grandes núcleos poblacionales y la facilidad de comunicación por el mar, son elementos que hacían de frontera y que a la vez configuraban un espacio territorial con distintas realidades pero con cierta cohesión.

[...] resultado de una percepción que establece diferencias. La principal finalidad es la explotación de los recursos, de tal manera que el inicio de Andalucía como territorio conocido, ya indica algo que será constante en ciertas épocas: la colonización [...]
Cano García, G.: Evaluación de los límites de Andalucía y percepción del territorio

La Bética tuvo una importante aportación al conjunto del Imperio romano, tanto económica como cultural y política. En el terreno económico continuó siendo muy significativa la extracción de minerales (oro, plata, cobre y plomo) y la agricultura, con la producción y exportación sobre todo de cereales, aceite y vino, estos dos últimos especialmente famosos en todo el Imperio junto con el garum. En el terreno político, la Bética fue durante mucho tiempo una provincia senatorial que, debido a su alto grado de romanización, dependía del poder político del Senado, no del poder militar del Emperador. En ella se libró la decisiva batalla de Munda entre populares y optimates, partidarios de César y Pompeyo respectivamente. Además dio a Roma los emperadores Trajano y Adriano, naturales de Itálica, y al filósofo cordobés Séneca. 
La conquista romana, tanto económica como política, y la profunda romanización de la Bética puso fin en gran medida a la cultura autóctona «[...] perdiéndose la existencia de una remota conciencia de la tierra andaluza como un sutil vapor [...]». Sin embargo, propició una temprana cristianización, que a arraigó fuertemente en las costas andaluzas y que fue marcando un nuevo desarrollo cultural en toda la península ibérica. En el siglo IV el cristianismo pasó a ser tolerado en el Imperio y después proclamado religión oficial y única permitida, celebrándose en tierras béticas el Concilio de Elvira, hito fundamental en la Historia del cristianismo en España, al que asistieron once obispos béticos, de un total de diecinueve asistentes.

## Edad Media

### Primeras invasiones bárbaras

La Hispania visigoda hacia el año 700

Presencia bizantina en la península ibérica

En el 411, en virtud de un foedus pactado con el Imperio romano de Occidente, los suevos, vándalos y alanos del norte y del sur se establecieron en la península ibérica. Los vándalos silingos (dirigidos por Fridibaldo), más poderosos que sus hermanos asdingos, recibieron la fértil provincia de la Bética, donde permanecieron poco tiempo antes de pasar al Magreb. No es posible especificar en qué zonas de Andalucía se asentaron, debido a su corta permanencia y a la falta de hallazgos arqueológicos.

### La Bética visigoda y la presencia bizantina
Con la irrupción de los visigodos en el escenario político de la península ibérica el 418, los vándalos fueron expulsados. El carácter meridional de Andalucía y su fuerte romanización y afianzamiento de una oligarquía territorial, capaz de tener auténticos ejércitos propios, dio a la Bética un carácter especial. Fue el último territorio controlado de facto por los visigodos, y el que mayor inestabilidad política presentaba. Muestra de ello es que en el año 521 el pontífice nombró vicario para la Lusitania y la Baetica al obispo metropolitano de Sevilla (Salustio), dando a entender que la jurisdicción eclesiástica de Tarragona no controlaba de facto los territorios del sur peninsular.
A partir del año 531 el rey visigodo Teudis llevó a cabo una rápida expansión hacia el sur, llegando a instalar su corte en Sevilla, para tener un mejor control de sus operaciones en el sur peninsular. Incluso llegó a dirigir una ofensiva, fracasada, contra el poder bizantino establecido en Settem (Ceuta). La Bética quedó definitivamente integrada en el reino visigodo de Toledo, si bien cuando los intereses de la oligarquía terrateniente hispanorromana peligraban, se producían rebeliones, como las de Atanagildo y Hermenegildo.
La rebelión de Atanagildo, con apoyo de la oligarquía de la Bética, supuso la entrada en acción del poder bizantino, en expansión bajo Justiniano I. La importancia del litoral andaluz para el comercio en el Mediterráneo hizo que se incorporara a la provincia bizantina de Spania. Sin embargo, la presencia bizantina en Andalucía fue fugaz, ya que el poder visigodo de Toledo siempre quiso recuperar el litoral perdido. Las campañas, primero de Leovigildo y luego de Suintila, hicieron que se creara un poder unificado en la península ibérica.
Durante el periodo visigodo, en lo religioso y cultural san Leandro y san Isidoro fueron personalidades fundamentales, que desempeñaron su labor principalmente en Sevilla.

### Al-Ándalus

Emirato de Córdoba

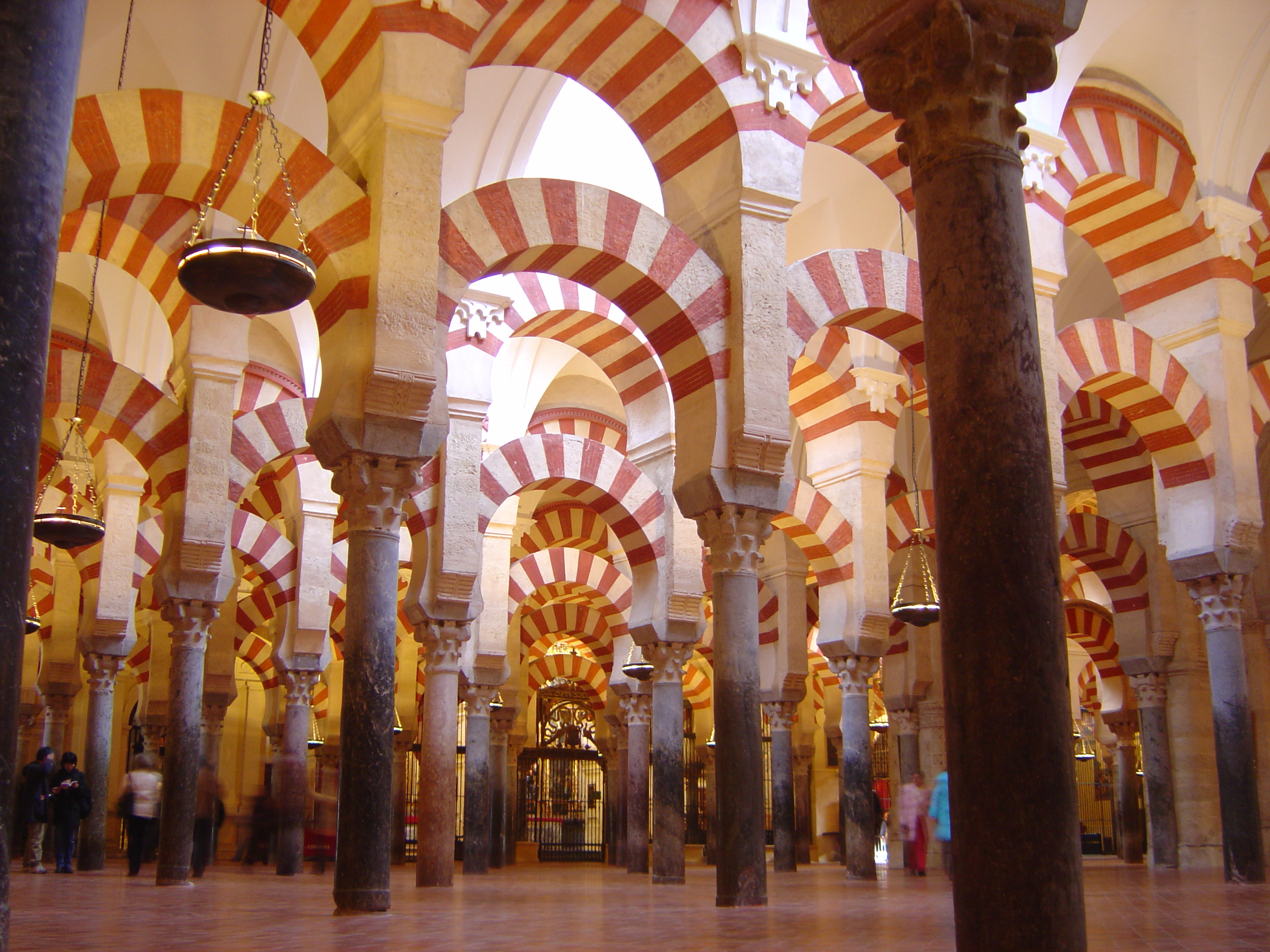
Mezquita-catedral de Córdoba

Primeros reinos de taifas, hacia el 1037, que coinciden básicamente con las coras del Califato de Córdoba

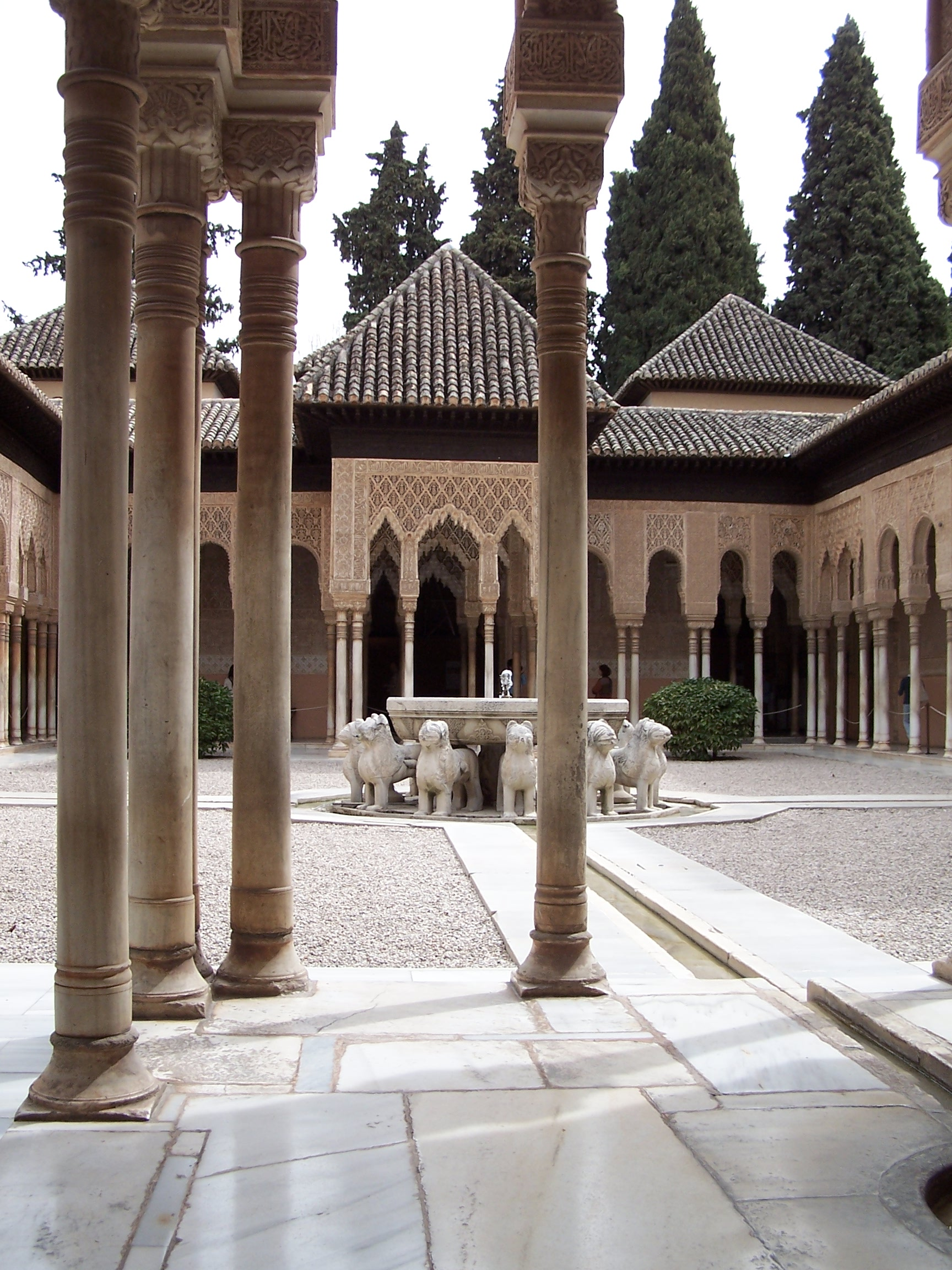
Patio de los Leones de La Alhambra

Reino Nazarí de Granada

En plena pugna entre Rodrigo y los sucesores de Witiza, en el 711, tras la incursión militar de Tarik, la batalla del Guadalete y las posteriores campañas de Musa, se produjo la caída del poder visigodo y la Invasión musulmana de la península ibérica (una tesis que un reducido grupo de autores, fundamentalmente Ignacio Olagüe, consideran más bien una revolución islámica). A partir de entonces y hasta la toma de Granada en 1492, los territorios peninsulares bajo poder islámico se denominaron genéricamente al-Ándalus, cuya historia fue una sucesión de diversos estados musulmanes. 
El Emirato de Córdoba, que inicialmente dependió en política y religión del califa omeya de Damasco, en el 756 con Abderramán I se independizó en materia civil del califato Abbasí, dejando de ser un territorio periférico y pasando a ser un centro de decisión política. Ya a finales de la época del emirato independiente, entre el 880 y 918, el muladí Omar ibn Hafsún, nacido en la cora de Ronda, protagonizó una revuelta contra el poder cordobés. Las luchas internas fueron una constante en al-Ándalus debido a los intereses encontrados de las diversas comunidades raciales y religiosas que vivían en él. La aristocracia dominante de origen árabe tuvo frecuentemente la oposición de bereberes, hispanorromanos, mozárabes, muladíes, judíos, eslavos y esclavos libertos originarios del norte peninsular o de Centroeuropa.
El máximo poder omeya en al-Ándalus se produjo con la proclamación en el 912 del Califato de Córdoba por parte de Abderramán III, quien se proclamó califa consumando la ruptura de la dependencia religiosa con respecto a Oriente. Si bien los límites territoriales de entonces superaban los del actual territorio andaluz, no es menos cierto que el Valle del Guadalquivir era el eje del poder musulmán en la península, con Córdoba, la ciudad más poblada, como capital y sede de la gran mezquita, y con Medina Azahara como la ciudad aúlica símbolo del nuevo poder califal. Al norte del Guadiana se disponían las tres grandes marcas militares de Mérida, Toledo y Zaragoza en continua rebeldía.

[Los límites territoriales] se retrotraen por el norte con relación a épocas anteriores, aproximándose a la divisoria de aguas Guadalquivir/Guadiana y, por lo tanto, constituyen un claro precedente de los actuales [...]
Cano García, G. Evaluación de los límites de Andalucía y percepción del territorio

La división interna fomentada por Almanzor y sus descendientes, los amiríes, desencadenó la fitna. La deposición de Hisham III y la abolición del califato en 1031, hizo que las coras, dominadas por clanes árabes, bereberes o eslavos, se proclamaran independientes, con la consiguiente fragmentación del estado omeya en multitud de reinos conocidos como Primeros Taifas. En esta nueva situación tuvo especial protagonismo la Taifa de Sevilla que alcanzó un gran poder con los monarcas abadíes al-Mutadid y al-Mutamid, que extendieron sus dominios por el sur de Portugal, Murcia y la mayor parte de la actual Andalucía, a excepción de la taifa zirí de Granada. Tras la conquista de Toledo en el 1085 por Alfonso VI, la amenaza castellano-leonesa fue haciéndose cada vez mayor. Por ello los reyes de Sevilla, Granada, Málaga, Almería y Badajoz se aliaron y pidieron ayuda militar a los almorávides. Estos se establecieron en la ciudad de Algeciras formando una coalición con los reyes de taifas que venció a los cristianos en la batalla de Zalaca, en 1086. Sin embargo se produjeron nuevas ofensivas cristianas, como la toma del castillo de Aledo, que supuso el bloqueo de las rutas entre la Taifa de Sevilla y sus territorios y las taifas del levante de al-Ándalus. Por ello, el rey de Sevilla volvió a reclamar la ayuda del emir almorávide Yusuf ibn Tasufin, quien regresó a la península en 1088, pero no para combatir a los cristianos sino para conquistar una por una todas las taifas e imponer el poder almorávide en todo al-Ándalus, instalando la capital en Granada y gobernando hasta mediados del XII, cuando la expansión almohade en el norte de África debilitó la capacidad militar de los almorávides de al-Ándalus, cuya unidad se resquebrajó de nuevo dando lugar a los segundos reinos taifas, entre 1144 y 1170.
Tras la expedición de Alfonso el Batallador, con la que colaboraron los mozárabes, una multitud de cristianos fueron deportados a África por decreto del sultán almorávide Alí ibn Yúsuf en el año 1126 (miles de ellos lograrían regresar a España dos décadas después, estableciéndose en Toledo) y pocos años después los que habían quedado, sometidos a un hostigamiento continuo, se vieron obligados, por decreto del sultán almohade Abd al-Mumin, a emigrar a Castilla y León o islamizarse, bajo pena de la vida y confiscación de sus bienes. Según Francisco Javier Simonet, la tiranía de los almorávides era tal que los mismos musulmanes de Sevilla solicitaron la protección del emperador Alfonso VII de León, obligándose a pagarle tributo.
Estas taifas fueron posteriormente sometidas por los almohades, que establecieron su capital en Sevilla, consiguiendo parar el avance cristiano con grandes victorias como en la batalla de Alarcos en 1195. Sin embargo desde el principio tuvieron problemas para dominar todo el territorio de al-Ándalus, en especial Granada y Levante, donde durante muchos años resistió con apoyo cristiano el Rey Lobo. Finalmente, después de que el papa Inocencio III llamara a la cruzada en al-Ándalus, la victoria de la coalición cristiana en la batalla de Las Navas de Tolosa, en 1212, marcó el comienzo del fin de la dinastía almohade, no solo por el resultado del encuentro sino la posterior muerte del Miramamolín, que abrió una lucha sucesoria que terminó por hundir el califato almohade y determinó la aparición de los terceros reinos de Taifas y la ascensión de los benimerines en el Magreb. En 1232 Muhammad I se proclamó emir de Arjona, Jaén, Guadix y Baza y en 1237 de Granada, fundando el Reino nazarí de Granada.

### Andalucía en la Corona de Castilla

Los Reinos de Andalucía en el contexto de los territorios de la Corona de Castilla

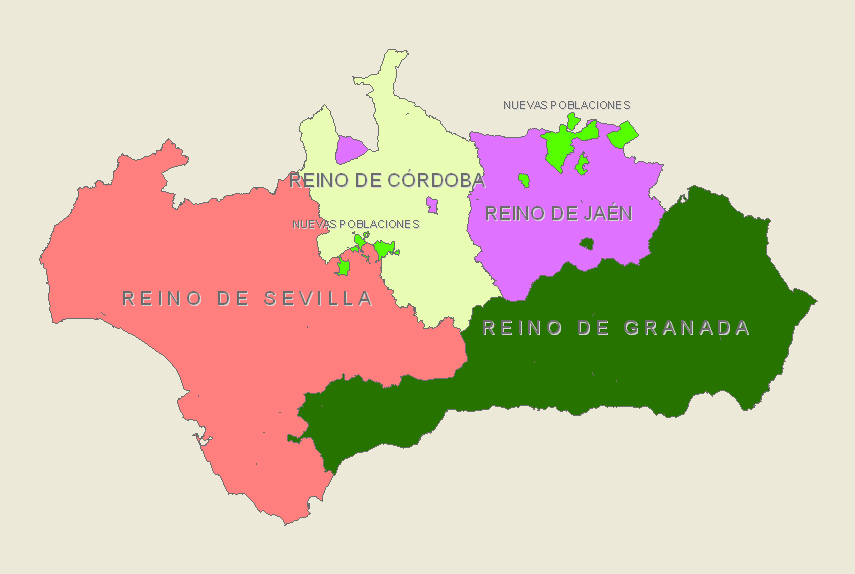
El mapa muestra la extensión de los reinos de Jaén, Córdoba, Sevilla y Granada, llamados los Cuatro reinos de Andalucía.

La debilidad derivada de la desintegración del poder almohade y la subsiguiente creación de los terceros reinos taifas, favoreció la rápida conquista o reconquista cristiana de las tierras del valle del Guadalquivir por parte de san Fernando y Alfonso X el Sabio. Baeza se conquistó en 1227, Córdoba en 1236, Jaén en 1246 y Sevilla en 1248, surgiendo el germen de la Andalucía histórica, condicionada por la permanecía de parte de población musulmana (los mudéjares), por la repoblación con gente cristiana proveniente de territorios peninsulares más septentrionales, por el asentamiento de colonias de mercaderes extranjeros y por un largo proceso de feudalización del territorio andaluz. Todo ello bajo la influencia del reino nazarí de Granada a través de la Frontera o Banda morisca y la amenaza de las incursiones de los benimerines, definitivamente derrotados en la batalla del Salado en 1340.
Tras la revuelta mudéjar de 1264, la antigua población musulmana fue expulsada y la Baja Andalucía fue repoblándose lentamente con cristianos procedentes del norte. A finales del Medievo, Andalucía era el territorio español con mayor presencia de extranjeros, principalmente italianos y en particular genoveses.

## Edad Moderna
El Reino de Granada sobrevivió hasta 1492, cuando los Reyes Católicos terminaron la conquista. La Reconquista de Granada en 1492 puso fin a la dominación musulmana. Desde entonces y durante todo el Antiguo Régimen, el territorio de la actual Andalucía lo constituyeron los reinos de Jaén, Córdoba, Sevilla y Granada, todos ellos integrados en la Corona de Castilla y frecuentemente denominados los cuatro reinos de Andalucía.

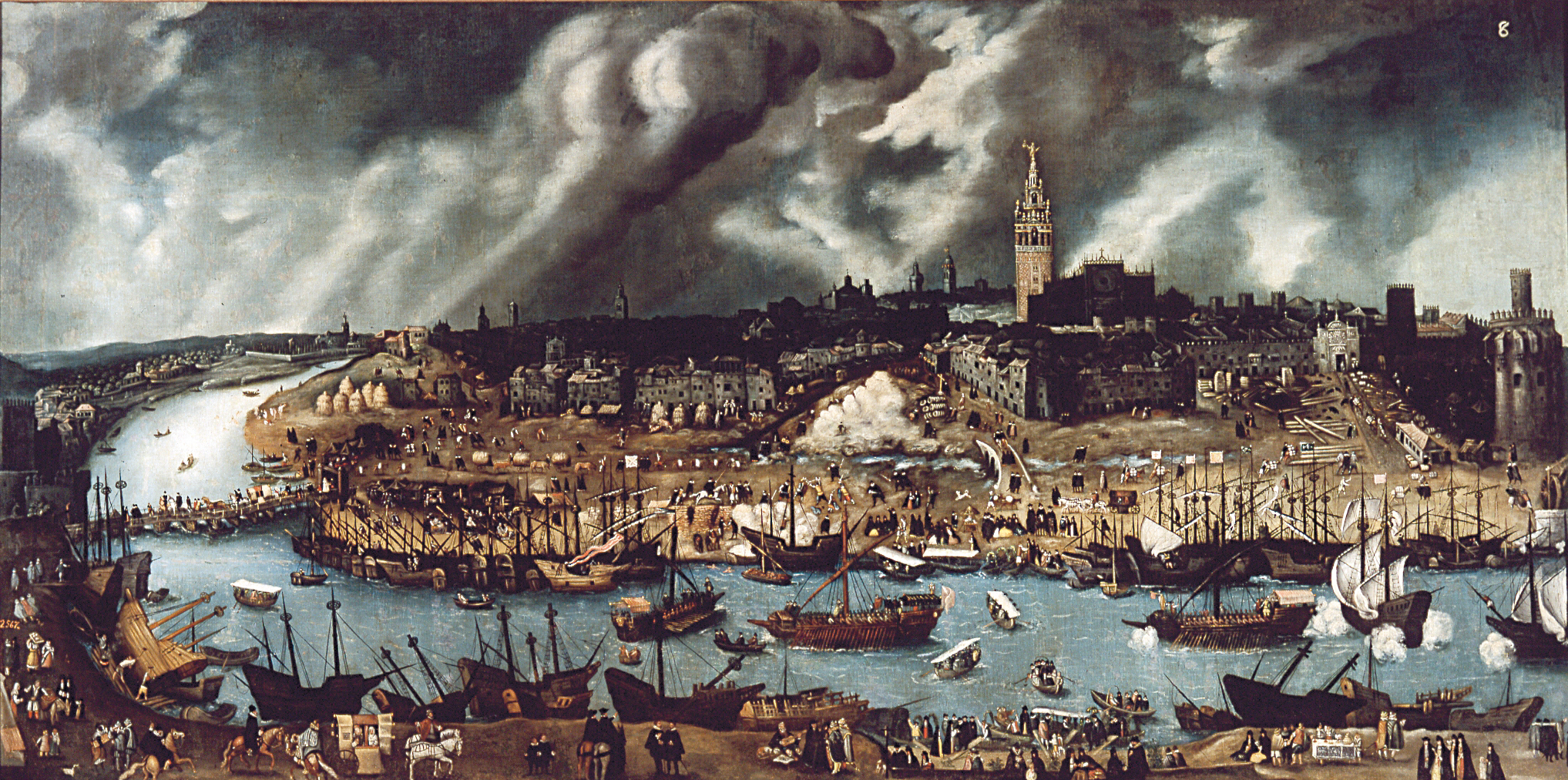
Vista del Sevilla y su puerto en el, por Alonso Sánchez Coello

El 3 de agosto de 1492 partió de la localidad onubense de Palos de la Frontera la primera expedición colombina, que dio como resultado el descubrimiento de América. Muchos andaluces en su mayoría onubenses, como los Pinzón, los Niño y tantos otros participaron en dicha empresa, que usualmente se toma como hito para marcar el final de la Edad Media y el comienzo de la Moderna. Los marinos de la costa onubense fueron pieza clave en la realización del proyecto colombino, ya que tenían una larga tradición y experiencia náutica, y habían demostrado sus cualidades en las navegaciones atlánticas, mediterráneas y en las guerras con el vecino reino de Portugal. Los Lugares colombinos, entre los que destaca por su fama el monasterio de La Rábida, son testigos de esta época. 
El inicio del contacto con América por los castellanos y su mantenimiento hasta el final del período colonial, se hizo casi exclusivamente desde Andalucía. La razón de la importancia del fenómeno americano para Andalucía radica en que todo el tráfico con el nuevo continente se convirtió en un monopolio, jurídicamente castellano, pero físicamente andaluz. Andaluces en su mayoría fueron también los protagonistas de los denominados «viajes menores o andaluces», que acabaron con el monopolio del almirante Colón en los viajes hacia América. Esta es una época de esplendor y gran auge para la región, que se convierte en la más rica y cosmopolita de España y una de las regiones más influyentes a nivel mundial. 

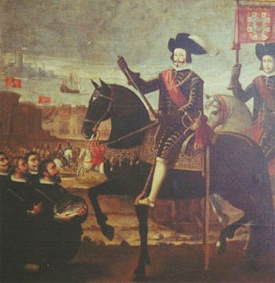
Gaspar Pérez de Guzmán y Sandoval, IX duque de Medina Sidonia en la jornada de El Algarve

El Reino de Granada, por el contrario, tenía sus intereses en el Mediterráneo, por lo que sus contactos con las colonias americanas fueron bastante menores. Sin embargo, el siglo XVII es desastroso para Andalucía, por las epidemias de peste que sufrió. Se produce asimismo una nueva señorialización de las tierras, con el consiguiente perjuicio para los campesinos andaluces. Un hecho clave en el territorio de la actual Andalucía fue la guerra de las Alpujarras de 1570-1572. Al final de la misma, la inmensa mayoría de la población morisca fue expulsada de la tierra donde había vivido durante generaciones. En un primer momento fueron redistribuidos en el interior de Castilla, para luego ser expulsados de España en 1609. Muchos de estos moriscos terminaron en ciudades del norte de África como Fez o Tetuán. 
Desde la primera mitad del siglo XVII Andalucía sufrió una aguda crisis y estancamiento económico, en el contexto de la decadencia española. Entre 1640 y 1655 se produjeron revueltas en varios puntos de Andalucía. Los abusos fiscales del conde-duque de Olivares llevaron en 1641 al duque de Medina Sidonia y al marqués de Ayamonte a organizar una conjura, con intenciones controvertidas, conocida historiográficamente como conspiración del duque de Medina Sidonia.

### SigloXVIII

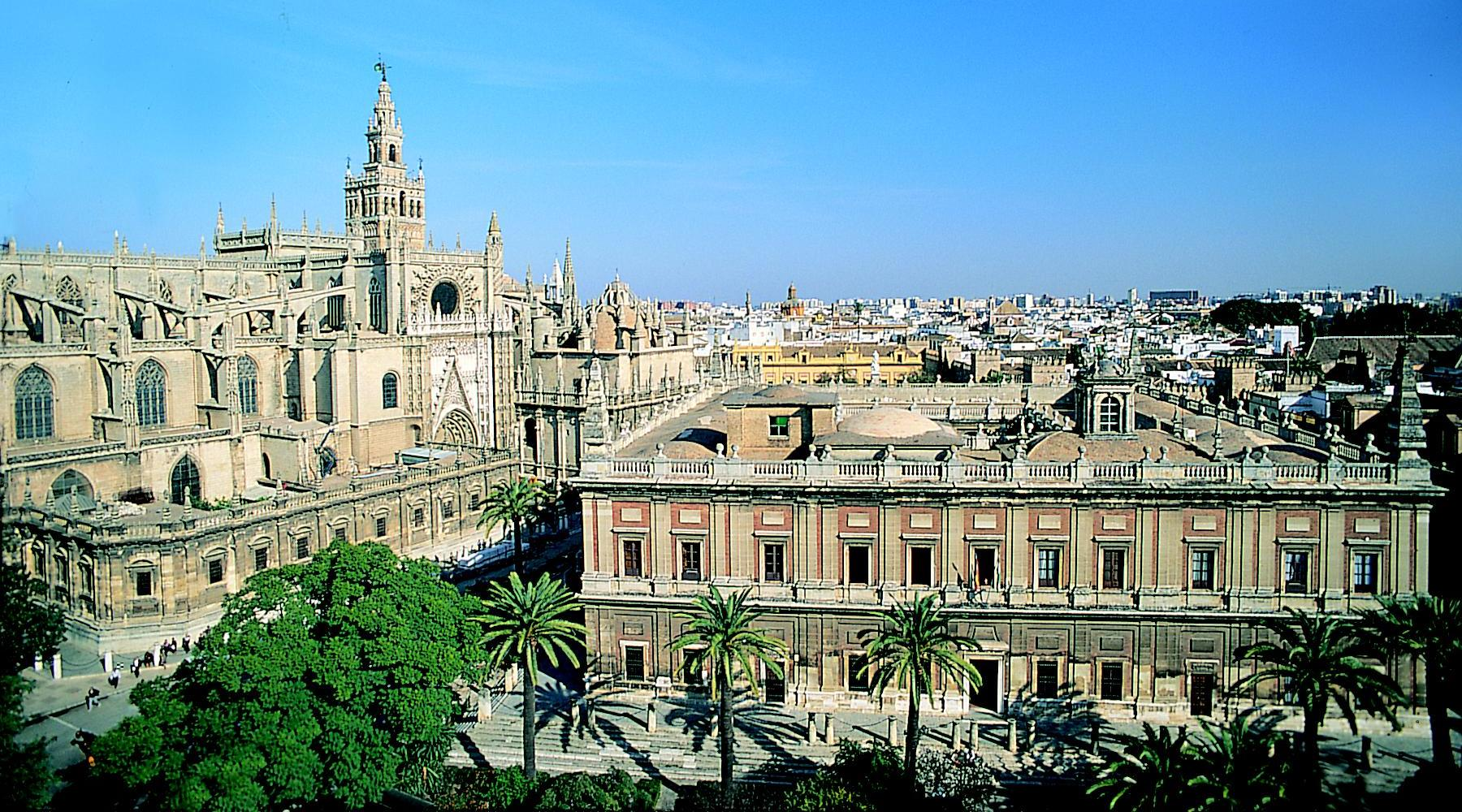
Casa de contratación y catedral de Sevilla

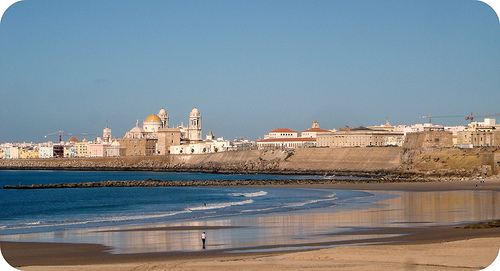
Vista de Cádiz, adonde fue trasladado el comercio americano en 1717

Las crisis del siglo XVII tuvieron su culmen con la guerra de Sucesión española, que apenas tuvo repercusión en Andalucía, que estuvo desde el principio del lado de Felipe de Anjou. Sin embargo, la escuadra inglesa y holandesa atacó en 1702 la costa atlántica cercana a Cádiz, y aunque fracasaron en su intento de establecerse allí, tomaron Gibraltar en 1704 aprovechando su indefensión, quedando en manos inglesas tras el Tratado de Utrecht. 
La subsiguiente centralización borbónica supuso para Andalucía, como territorio integrado en la Corona de Castilla, la reordenación de las reales audiencias y chancillerías, así como la organización del territorio en provincias e intendencias, herederas de los antiguos reinos, la anulación de los fueros y libertades de los municipios y la abolición de las instituciones propias.[cita requerida]
El nuevo poder real conformó una red de comunicaciones de diseño radial en torno a la corte, con la intención de centralizar los recursos agrarios, mineros y comerciales, lo que contribuyó a la desarticulación tradicional del territorio, pues 

[...] rompe las estructuras anteriores adaptadas al medio, para establecer relaciones norte-sur; pero no tanto junto a las direcciones este-oeste, sino mas bien a costa de estas[...]
 Cano García, G. Evaluación de los límites de Andalucía y percepción del territorio

En 1717 se produjo el traslado de la Casa de Contratación de Indias desde Sevilla a Cádiz, desplazando de la metrópoli hispalense el centro del comercio americano, que había residido en ella desde principios del siglo XVI.
En la segunda mitad del siglo XVIII, el intendente de Sevilla y del Ejército de los Cuatro Reinos de Andalucía, Pablo de Olavide, hizo una importante labor de repoblación de algunas zonas de Andalucía. Como superintendente de las Nuevas Poblaciones de Sierra Morena y Andalucía propició que más de 1400 familias extranjeras se establecieran, en diversas colonias de Sierra Morena de conformidad con el Fuero de las Nuevas Poblaciones de 1767. Esta repoblación fue un proyecto de más de cuarenta años, para el que contó con amplios poderes, el apoyo de Campomanes y el caudal de las propiedades confiscadas a los jesuitas, expulsados en 1767. Con el tiempo, los colonos sufrieron una profunda asimilación de la cultura andaluza
Con el objetivo de realizar reformas económicas, sociales y educativas, fruto del pensamiento de la Ilustración, se crearon las Sociedades Económicas de Amigos del País de Cádiz (1774), Sevilla (1775), Granada (1775), Vera (1775), Sanlúcar de Barrameda (1780), Puerto Real (1785), Medina Sidonia (1786), Jaén (1786), El Puerto de Santa María (1788) y Málaga.
También, surgen nuevas ciudades, con el objetivo de repoblar comarcas que se querían desarrollar, como Linares y La Carolina, en Jaén.

## Edad Contemporánea

### Siglo XIX

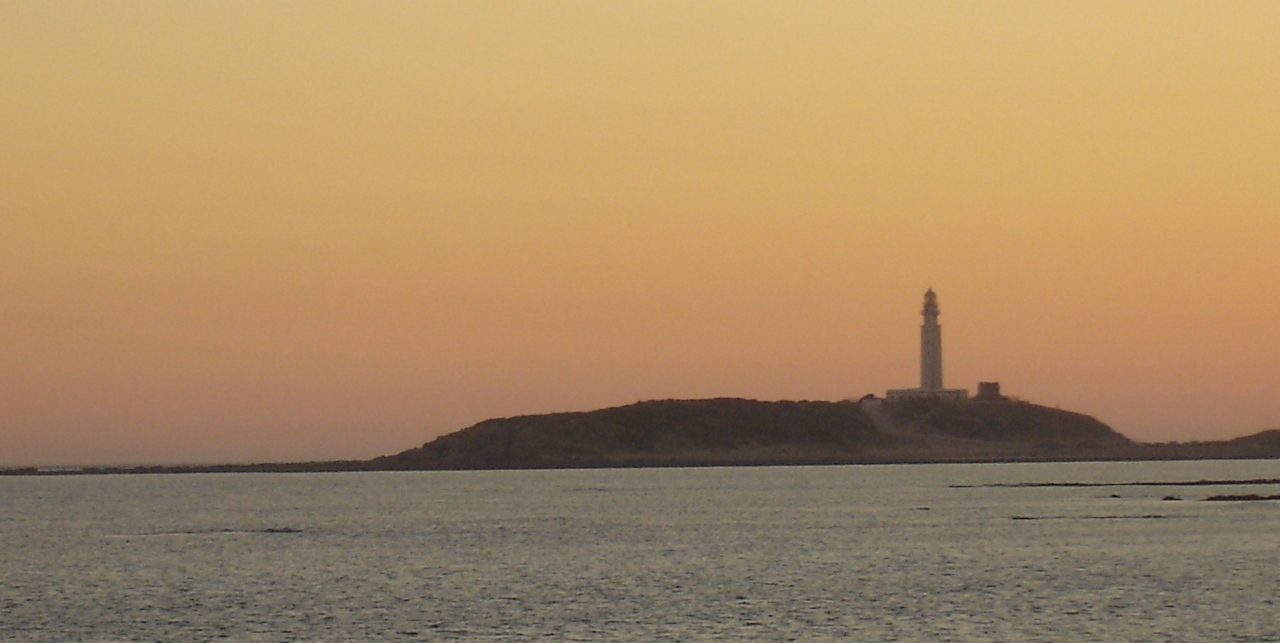
Cabo de Trafalgar, en cuyas costas aconteció la batalla homónima

La Revolución Cantonal de 1873 tuvo una importantísima actividad en toda Andalucía

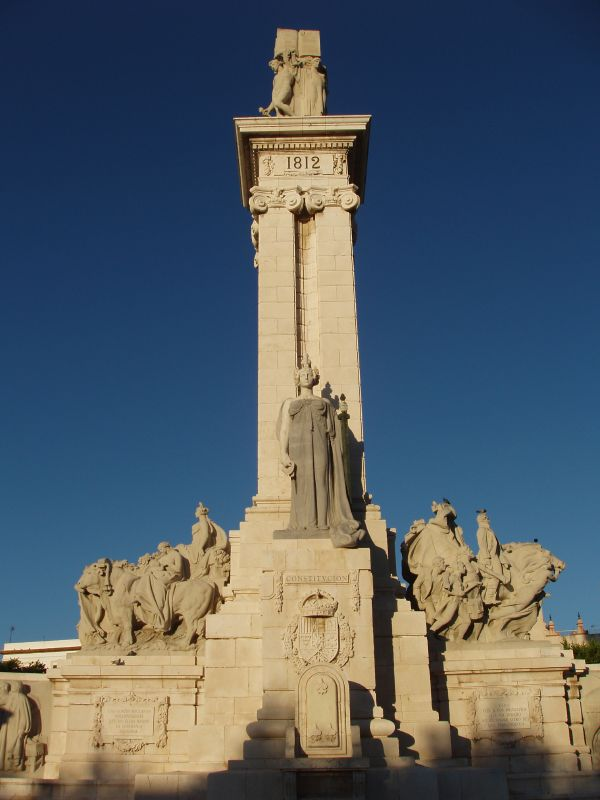
Monumento a las Cortes de Cádiz

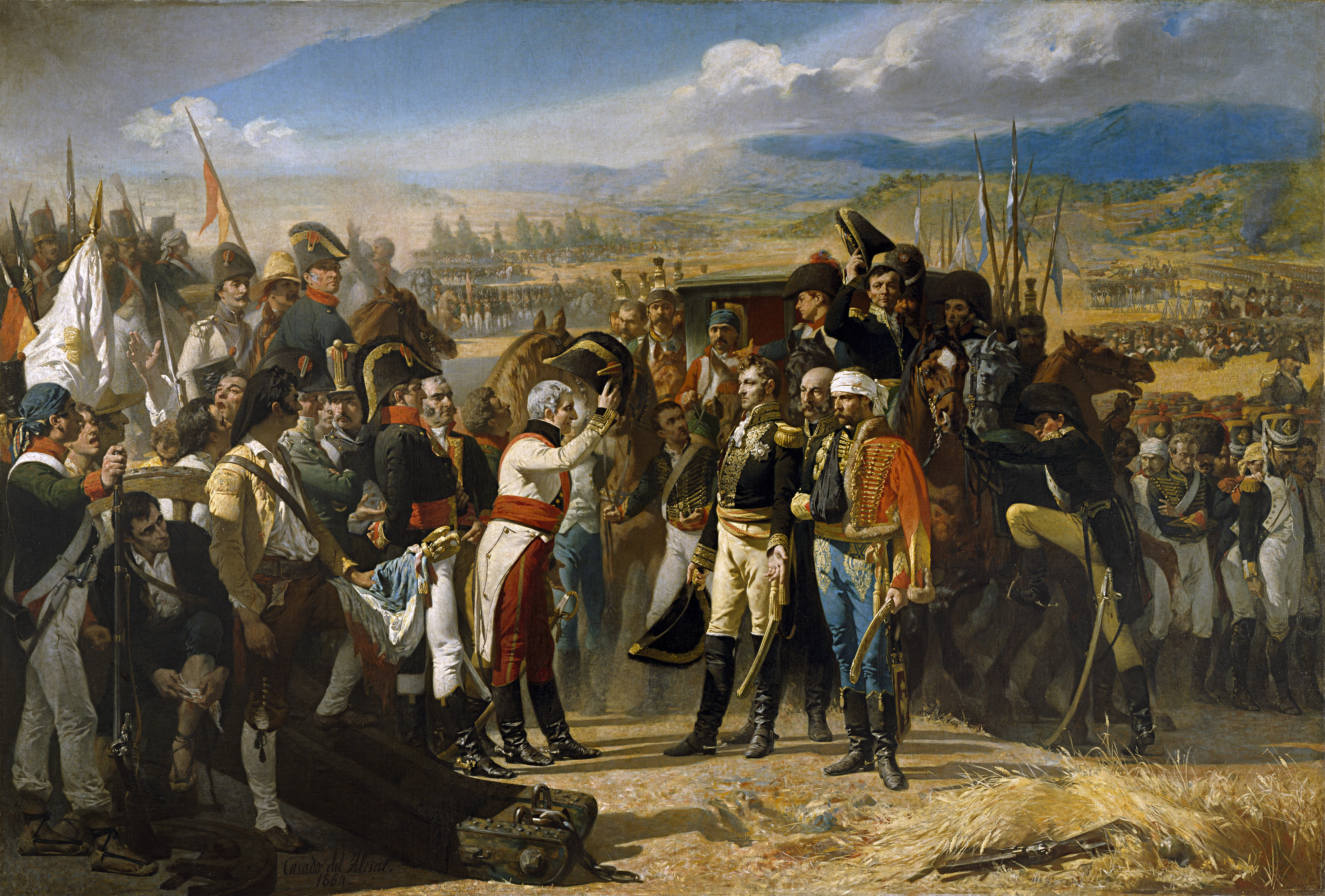
La batalla de Bailén

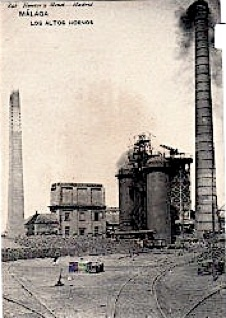
Altos Hornos de Málaga. Fábrica de La Constancia, 1847

En 1805 la alianza entre Carlos IV y Napoleón provocó la participación española en la guerra naval contra Inglaterra, que se decidió en la batalla de Trafalgar, acontecida en aguas de la costa gaditana y que resultó en la derrota de la escuadra franco-española frente a la flota inglesa. En 1808 las tropas napoleónicas entraron en la península ibérica con el pretexto de invadir Portugal junto al ejército español. Sin embargo, Napoleón aprovechó para derrocar a traición a los gobernantes españoles y apoderarse del país. Ello dio lugar a una insurrección popular y la consecuente guerra de la Independencia, en la que Andalucía tuvo un papel decisivo en la resistencia frente al invasor, con la batalla de Bailén, que fue la primera victoria española sobre los franceses, con el movimiento juntero y con las Cortes de Cádiz, que el 19 de marzo de 1812 proclamaron la primera constitución liberal de España, llamada popularmente la Pepa. La constitución fue jurada por el rey Fernando VII a su vuelta a España pero el monarca no tardó en anularla y restaurar el absolutismo.
Con el Decreto de 6 de agosto de 1811 en el que se abolían los señoríos en España, se origina un enfrentamiento entre el campesinado y los terratenientes por el que ambos reclamaran la propiedad de la tierra. Los campesinos, al amparo de las autoridades electas de cada municipio, se negaron a pagar las rentas a los nobles y ocuparon sus tierras mientras no demostraran que eran dueños de esas tierras. En 1837, con la creación de la Constitución, las tierras pasan a ser propiedad de la Nobleza.
Desde el punto de vista ideológico fue importante para el campesinado que no poseía tierras el hallazgo de elementos antidinásticos, democráticos o republicanos.
Andalucía se caracterizó por su defensa del liberalismo frente al absolutismo fernandino, siendo Cádiz el principal bastión, con la proximidad a Gibraltar como base de reunión de los liberales y lugar propicio para circunstanciales huidas. En 1820, tras el pronunciamiento fallido de Riego en Las Cabezas de San Juan, Arcos de la Frontera y otras ciudades andaluzas, los acontecimientos en Galicia hicieron que Fernando VII volviera a asumir la Constitución, dando paso al llamado Trienio Liberal, durante el cual el rey siguió conspirando para restablecer el absolutismo. En 1823 el ejército francés (llamado "los Cien Mil Hijos de San Luis") invadió España y los liberales se refugiaron en Cádiz con Fernando VII como rehén. La ciudad resistió un largo asedio que se terminó por un pacto: se rendiría la plaza y se liberaría al Rey pero éste aceptaría la Constitución de 1812. Así se hizo pero, apenas liberado, el rey Fernando volvió al absolutismo, dando paso a la Década Ominosa.
Con las reformas de Javier de Burgos en 1833 las ocho provincias actuales adquieren el rango administrativo y político, pero se mantuvo la distinción administrativa de Andalucía Occidental, cuya capitanía y las Audiencias tenía sede en Sevilla, y Andalucía Oriental con Granada como sede de la capitanía y las Audiencias.
Con la muerte de Fernando VII y la aparición del carlismo, la Andalucía liberal reaccionó en 1835 mediante la creación de juntas liberales provinciales, que se federaron formando la Junta Suprema de Andalucía, con sede en Andújar, cuyo objetivo eran las reformas progresistas, persiguiendo la sustitución del conde de Toreno por Mendizábal y del Estatuto Real por una nueva constitución liberal. 
Con el reinado de Isabel II, la constitución de 1845 dio de nuevo más poder a la monarquía y el caciquismo fue una constante en la política nacional, con excepciones como la  burguesía liberal malagueña  que impulsó la industrialización de la ciudad y la provincia, convirtiendo a Málaga en líder en sectores como la siderurgia o las manufacturas textiles, que entrarían en declive con rapidez debido a la mala articulación del país, los muy deficitarios medios de transporte en el sur español y las barreras arancelarias sobre la importación de carbón inglés, para proteger la minería asturiana.
Entre 1854 y 1861 se suceden varias revueltas y sublevaciones campesinas en varias localidades, destacando las de Loja, Utrera y Arahal.
El descontento llevó a la Revolución de 1868, llamada "la Gloriosa", iniciada en Cádiz y extendida por el resto del país, desembocando en el Sexenio Revolucionario, en la proclamación de la Primera República en 1873 y en la Revolución Cantonal, de carácter federalista, ideales que se habían expandido por Andalucía desde 1840 y que conllevaría el reparto de las tierras señoriales entre el campesinado, con una fortísima actividad en Andalucía, cuyo ejemplos más significativos fueron el Cantón de Cádiz o el Cantón de Málaga, el segundo de mayor duración tras el de Cartagena.
La Restauración monárquica, liderada por el malagueño Antonio Cánovas del Castillo, trajo consigo la nueva Constitución de 1876, así como una gran inmovilidad política propiciada por el bipartidismo, que agravó aún más la grave situación de caciquismo reinante. 
El siglo XIX en Andalucía, fue un siglo de contrastes, pero expansivo desde el punto de vista económico, ya que la industria andaluza tuvo un importante peso en la economía española durante el siglo XIX. En 1856, Andalucía era la segunda región española en cuanto a grado de industrialización, entre 1856 y 1900 Andalucía tenía un índice de industrialización superior a la media nacional en las ramas de alimentación, metalurgia, química y cerámica, a partir de 1915 esta supremacía se redujo a las ramas de alimentación y química.
Desde la invasión francesa de 1808 hasta 1898, se produjo un largo proceso de independencia de las colonias de Ultramar, culminado con el desastre del 98, lo que perjudicó a España en su conjunto y especialmente a Andalucía, por su vinculación comercial con América. Se intensificó el bandolerismo, no se resolvieron los problemas endémicos de Andalucía y la sociedad andaluza quedó atrasada respecto a otras zonas de España, Europa y América. Se desarrolló una pequeña clase burguesa en provincias como Málaga donde no existían grandes explotaciones agrarias, pero no en el conjunto de la región debido a la mala gestión de las desamortizaciones y la falta de una auténtica reforma agraria, que acabara con el latifundio y con la precaria situación del jornalero. La abolición de los señoríos jurisdiccionales pero no de sus censos enfitéuticos, en una zona tan fuertemente feudalizada desde la Baja Edad Media, sumió a Andalucía en una gran inestabilidad económica, a la que se le sumaba el problema político del caciquismo, que hizo nacer el movimiento anarquista entre las clases trabajadoras, cuyo ejemplo más clásico a la par que discutido es la Mano Negra.

### SigloXX

El ejército sublevado logró controlar la costa de Cádiz y las ciudades de Sevilla, Córdoba y Granada en el levantamiento que inició la Guerra Civil.

A fines de 1937 dos tercios de Andalucía estaban ya bajo el control de los sublevados

Durante el reinado de Alfonso XIII, dentro de los postulados del regeneracionismo, surgió un minoritario regionalismo andaluz. La dictadura de Primo de Rivera, entre 1923 y 1930, trajo consigo algunas mejoras para Andalucía, destacando el declive del caciquismo. Las elecciones municipales de 1931, en Andalucía como en el resto de España, supusieron una clara victoria del partido republicano, cuya representación en los ayuntamientos desembocó en la proclamación de la Segunda República Española ese mismo año. La República fue un periodo de gran inestabilidad política, en el que no se resolvieron los grandes problemas de Andalucía, entre ellos la Reforma agraria y el analfabetismo. Los Sucesos de Casas Viejas son un ejemplo del descontento andaluz con el gobierno de la República. A pesar de algunos intentos minoritarios, Andalucía no accedió en este periodo a tener la autonomía política que posibilitaba la constitución de 1931.

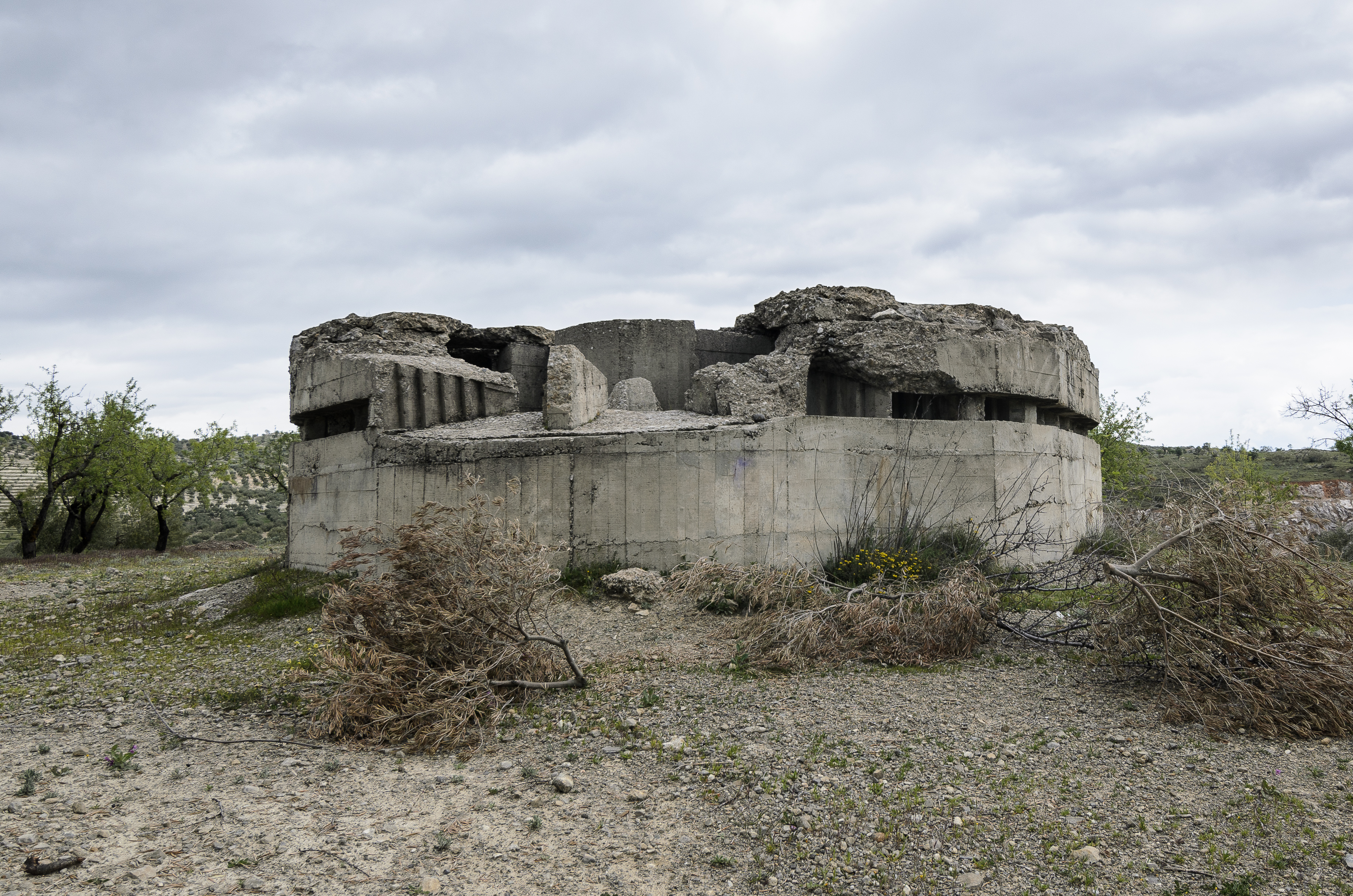
Restos de una fortificación en el frente de Luque (Córdoba)

El estallido de la Guerra Civil en Andalucía tuvo consecuencias desiguales. Mientras la mayor parte de Andalucía Occidental cayó inmediatamente en manos del bando sublevado, Andalucía Oriental permaneció bajo gobierno republicano la mayor parte de la guerra. En el plano estrictamente bélico, la guerra civil en Andalucía se redujo a batallas menores, sin embargo los fusilamientos y la represión fueron abundantes. El bombardeo franquista sobre la costa malagueña y el alemán sobre Almería fueron especialmente dramáticos.

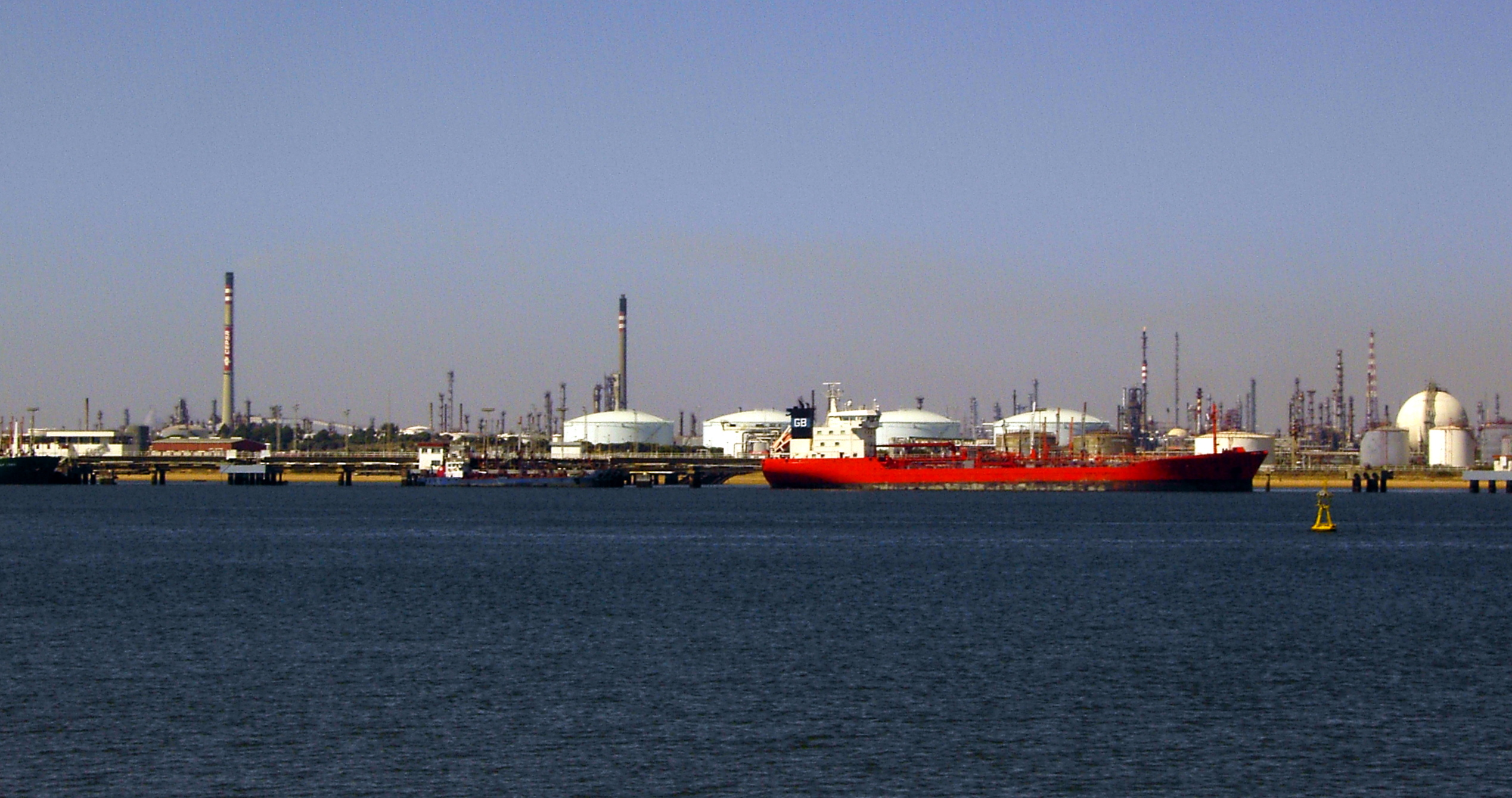
Vista del polo químico de Huelva

Durante la posguerra y la instauración del franquismo hasta principios de los cincuenta, Andalucía sufrió las consecuencias del racionamiento derivado de la autarquía de un estado militar, represivo, dictatorial y centralista. Fueron años de hambre y de total falta de libertades.

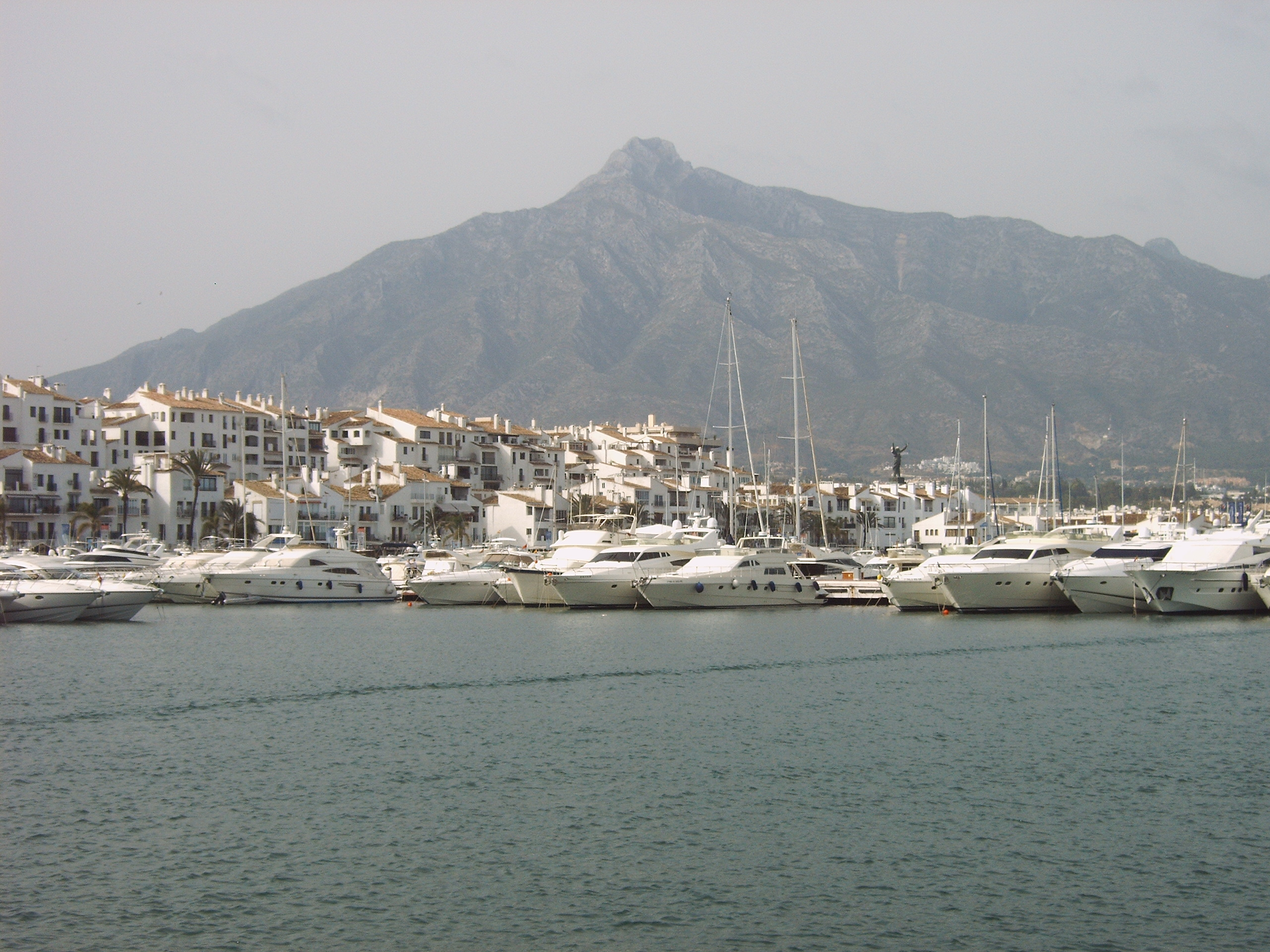
Vista de Puerto Banús, en Marbella (Costa del Sol).

A partir de la década de 1950 se fueron produciendo ligeros cambios en el régimen franquista. Esa época se conoce como el milagro económico español (1959-1973). El país se fue abriendo al extranjero gracias al desarrollo del turismo, iniciado con el boom turístico de la Costa del Sol, y también por la salida de emigrantes, que marcharon tanto al extranjero como a otras áreas de la España más industrializada, especialmente hacia Alemania y a la región de Cataluña. Asimismo se fomentó la industria por medio de los planes de desarrollo, que incluían Sevilla y Huelva en una primera fase y Córdoba y Granada en una segunda. Se mejoró el transporte por carretera y se construyeron algunas autopistas y pantanos. Esta apertura al exterior y la reactivación de la economía, fueron acompañadas por un creciente movimiento de oposición al régimen que, sin embargo, no consiguió la transición democrática en España hasta la muerte del caudillo Francisco Franco en 1975. 

#### Comunidad autónoma de Andalucía

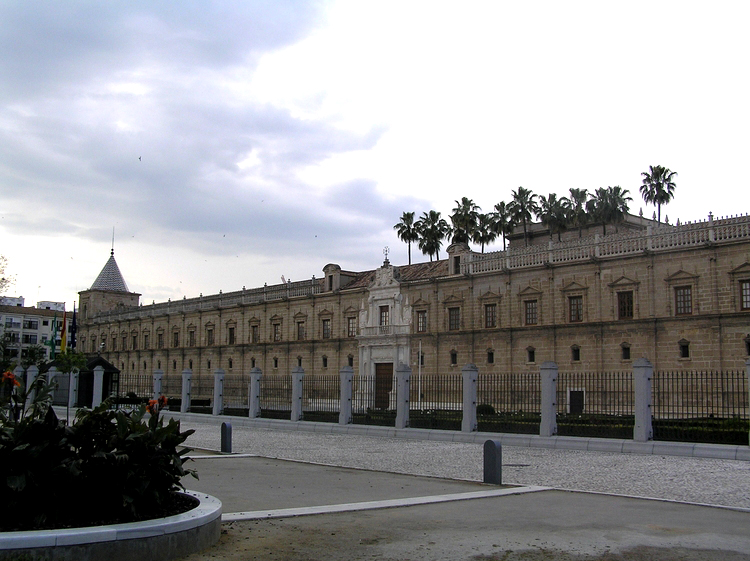
Hospital de las Cinco Llagas, en Sevilla, sede del Parlamento de Andalucía

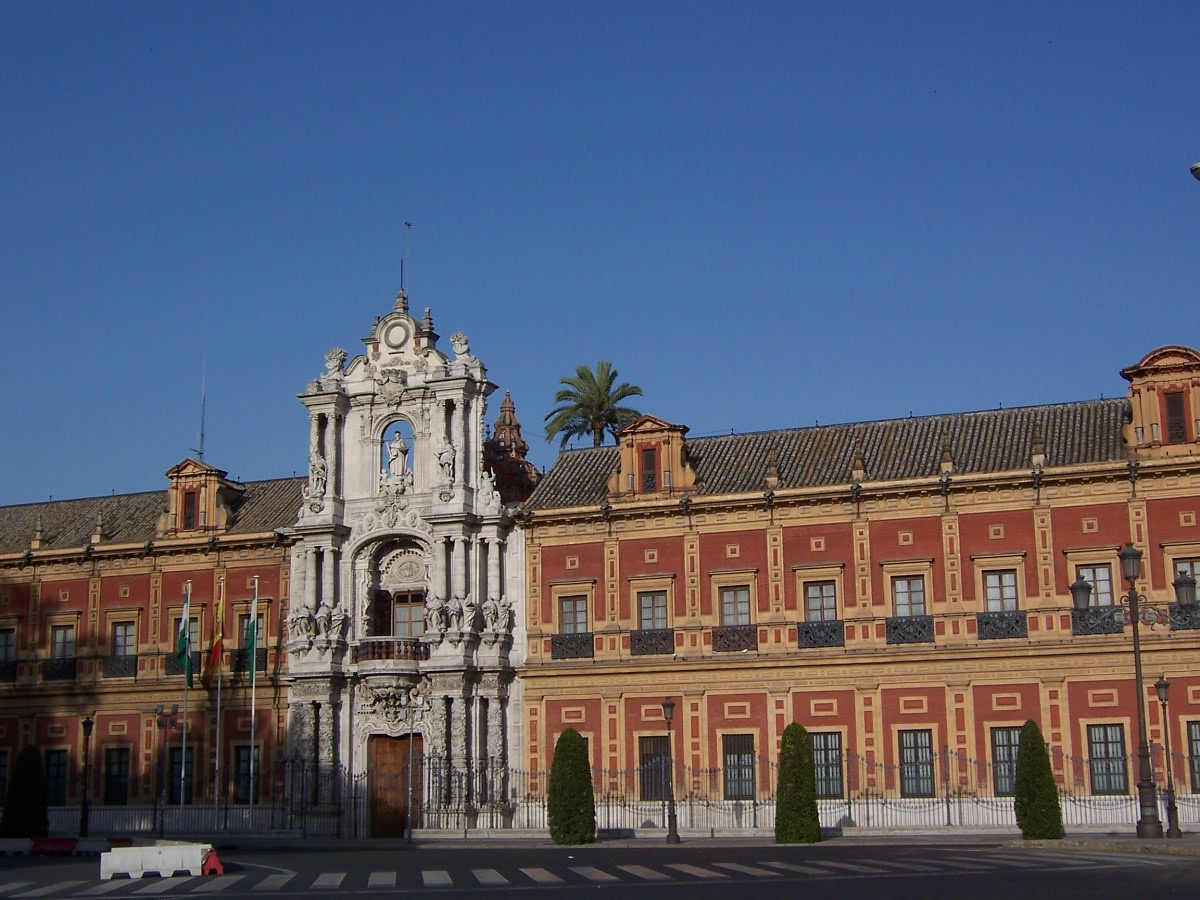
Palacio de San Telmo, en Sevilla, sede de la Presidencia de la Junta de Andalucía

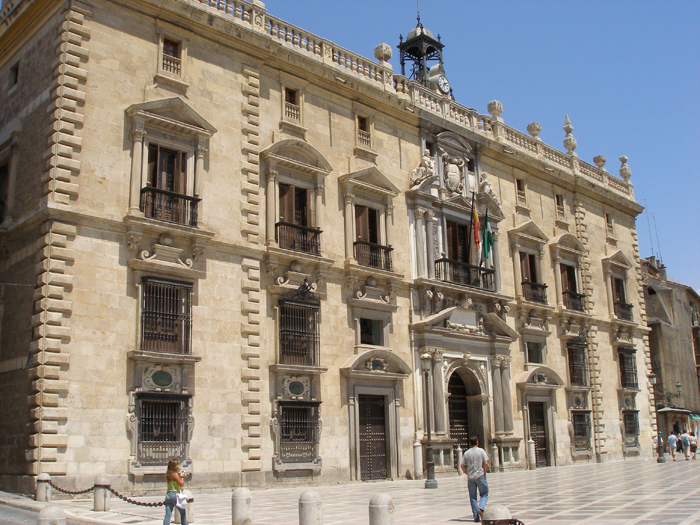
Real Chancillería de Granada, sede del Tribunal Superior de Justicia de Andalucía

La transición democrática, mediante la fórmula de la monarquía parlamentaria, fue ampliamente apoyada en Andalucía. El 4 de diciembre de 1977 cerca de dos millones de andaluces se manifestaron por todo el país en pro de la autonomía política para la región. En la manifestación de Málaga es asesinado a manos de la Policía el joven manifestante de diecinueve años Manuel José García Caparrós. En 1978 se estableció un gobierno autonómico provisional liderado por Plácido Fernández Viagas y ese mismo año se promulgó la nueva constitución española, que estableció las vías para la creación de un estado descentralizado a través de las comunidades autónomas.
El proceso autonómico se inició en Andalucía con discrepancias entre la Junta Preautonómica y el gobierno de la nación, en manos de la UCD. El gobierno central quiso conceder a Andalucía la autonomía reducida recogida por el artículo 143 de la constitución. Dicho artículo permitía el acceso a la autonomía por la vía rápida a las regiones de España que no hubieran aprobado estatuto de Autonomía durante la Segunda República y que, por ello, no eran consideradas "comunidades históricas". Sin embargo la Junta Preautonómica de Andalucía perseguía la autonomía plena y por ello se optó por la vía del artículo 151, que había sido introducido en el texto constitucional principalmente por la intervención de Manuel Clavero Arévalo. 
En el referéndum del 28 de febrero de 1980, y a pesar de las campañas del gobierno central para dificultar su aprobación, la mayoría de los andaluces decidieron que Andalucía debía tener autonomía plena, a través del procedimiento restrictivo expresado en el artículo 151, lo que hace de ella la única comunidad autónoma española que accedió a la autonomía a través de dicho procedimiento. Finalmente en 1981, se aprobó mediante referéndum el Estatuto de Autonomía de Andalucía, conocido con el sobrenombre de "Estatuto de Carmona", por el que la región se constituyó en comunidad autónoma al amparo de lo dispuesto en el artículo segundo de la Constitución española de 1978, que reconoce y garantiza el derecho a la autonomía de las nacionalidades y regiones españolas.
Tras el proceso autonómico y la entrada de España en 1986 en la Comunidad Económica Europea, luego Unión Europea, Andalucía entró en una época de lenta recuperación, beneficiándose ampliamente del Fondo Europeo de Desarrollo Regional (FEDER) y del Plan de Empleo Rural (PER). Desde su creación, el gobierno de la Junta de Andalucía ha sido dirigido por el PSOE, con Rafael Escuredo, José Rodríguez de la Borbolla, Manuel Chaves, José Antonio Griñán y Susana Díaz como presidentes. En este periodo se han ampliado los servicios públicos y las infraestructuras básicas. En 1992 se inauguró una línea de ferrocarril de alta velocidad entre Sevilla y Madrid, con motivo de la Exposición Universal de Sevilla, lo que supuso un hito en las mejoras de las comunicaciones de esa provincia. Asimismo se ha potenciado el turismo, y se han celebrado otros acontecimientos de trascendencia internacional como los Juegos Mediterráneos en Almería o el Campeonato Mundial de Esquí Alpino de 1996 en Sierra Nevada.

### SigloXXI
En 2007 se procedió a la reforma del Estatuto de Autonomía de Andalucía, en cuyo preámbulo se menta, primeramente, que en el Manifiesto andalucista de 1919 se describió a Andalucía como una realidad nacional, para continuar exponiendo, su estatus actual como nacionalidad dentro de la indisoluble unidad de la Nación española. Posteriormente en su articulado se autodefine, más concretamente, como nacionalidad histórica, a diferencia del anterior estatuto (de 1981) en donde se definía, simplemente, como nacionalidad. Este nuevo estatuto abre el camino a unas mayores cotas de autonomía.
A pesar de las millonarias ayudas económicas, vía subvenciones, otorgadas por la UE en las últimas décadas, la renta per cápita andaluza sigue muy por debajo de la media española y europea. Aunque su crecimiento económico en determinados años ha sido superior al conjunto nacional, ha continuado lejos de la convergencia con el resto de España y con Europa; inclusive, tras la crisis económica de 2008-2013, los índices de renta pc han empeorado, ya que la destrucción de riqueza en Andalucía ha sido mayor que otras regiones de España. 
La economía andaluza apenas se ha diversificado, pues el sector primario tiene excesivo peso y, a pesar de que el sector secundario tienen un desarrollo insuficiente, se ha producido una fuerte terciarización. Asimismo se han dado graves casos de corrupción política y urbanística en los ayuntamientos e instituciones gubernamentales, como el caso Malaya, el Astapa o el escándalo de los ERE. 
Tras la crisis económica de 2008-2013, Andalucía encabezaba el ranking de desempleo de toda la Unión Europea, alcanzando una cifra cercana al 36 % en 2012.